# Scherwiller
Scherwiller [ʃɛʁvilɛʁ] est une commune française située dans la circonscription administrative du Bas-Rhin et, depuis le 1er janvier 2021, dans le territoire de la Collectivité européenne d'Alsace, en région Grand Est.
Cette commune se trouve dans la région historique et culturelle d'Alsace.

## Géographie

### Localisation
La commune se situe à la fois sur la route des vins et sur la véloroute du vignoble d'Alsace (EuroVelo 5) à une altitude de 185 mètres. Elle se trouve au débouché des vallées de Sainte-Marie-aux-Mines à l'est, et de Villé au nord, à cinq kilomètres à l’ouest de Sélestat, en Alsace centrale et à 3,5 km de Châtenois vers le sud. La commune fait partie du canton de Sélestat et de l'arrondissement de Sélestat-Erstein. Les habitants sont nommés les Scherwillerois. Son nom est mentionné de bonne heure sous la forme de Sceravillare ou Scerwiller, désignant le hameau sur les bords de la Scheer, nom donné autrefois à la rivière qui traverse le village, devenue aujourd'hui l'Aubach. Scherwiller est implantée au carrefour de deux voies romaines importantes, sur l'axe ouest-est, la route du sel venant de la vallée de Villé et sur l'axe nord-sud sur une route romaine dont on peut encore admirer deux bornes milliaires repérables sur la commune même. Cette situation stratégique explique la présence du château de l'Ortenbourg au cours du XIIe siècle. Situé en plein cœur de l'Alsace, le village est bâti au centre d'un vignoble de 300 hectares, s'étendant sur des coteaux en contrebas des prestigieux châteaux de l'Ortenbourg et du Ramstein.

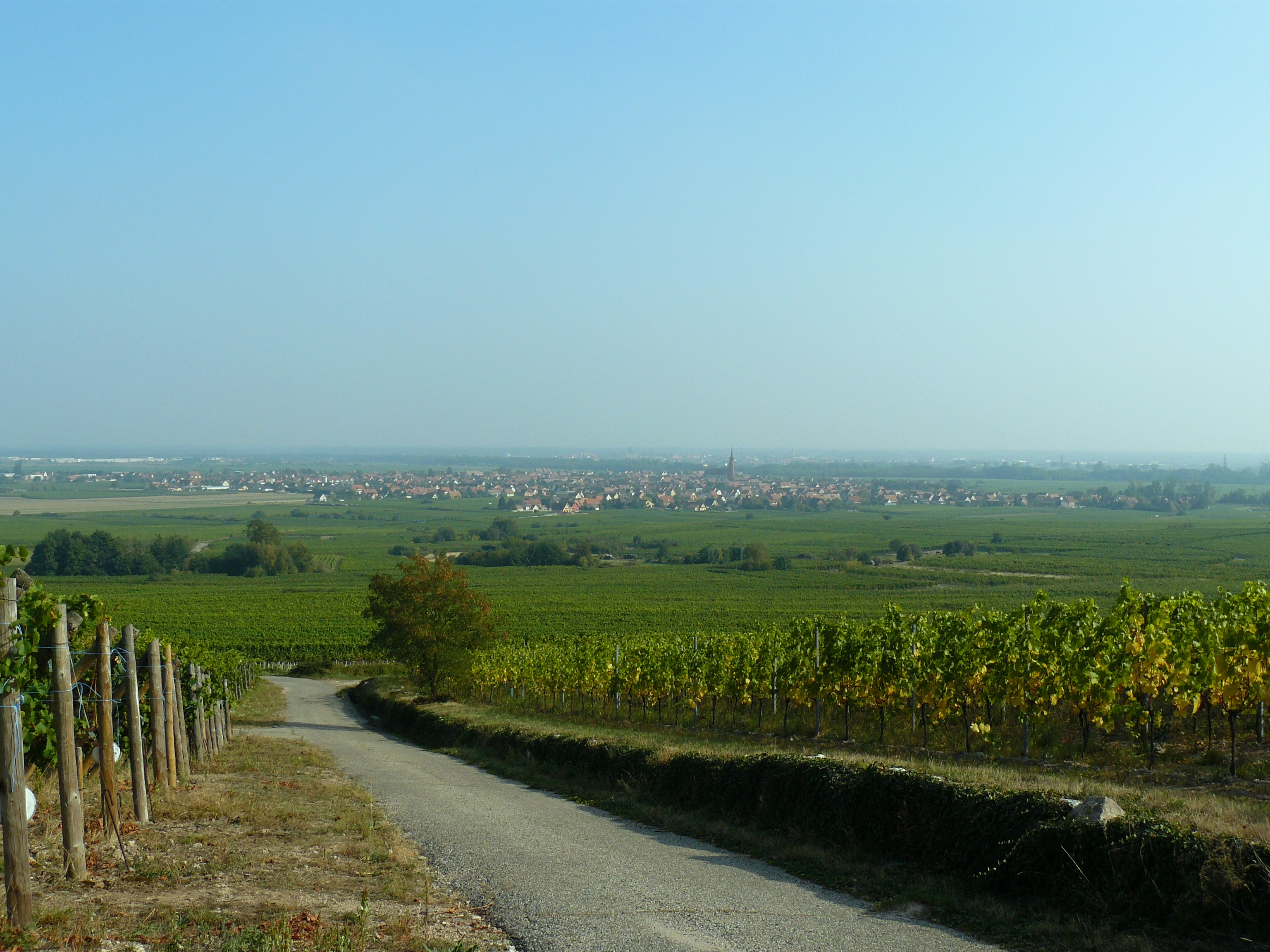
Le village de Scherwiller vu depuis le vignoble.

Le village est situé à 4 km de Sélestat et 52 km de Strasbourg. La commune est membre du Parc naturel régional des Vosges du Nord.

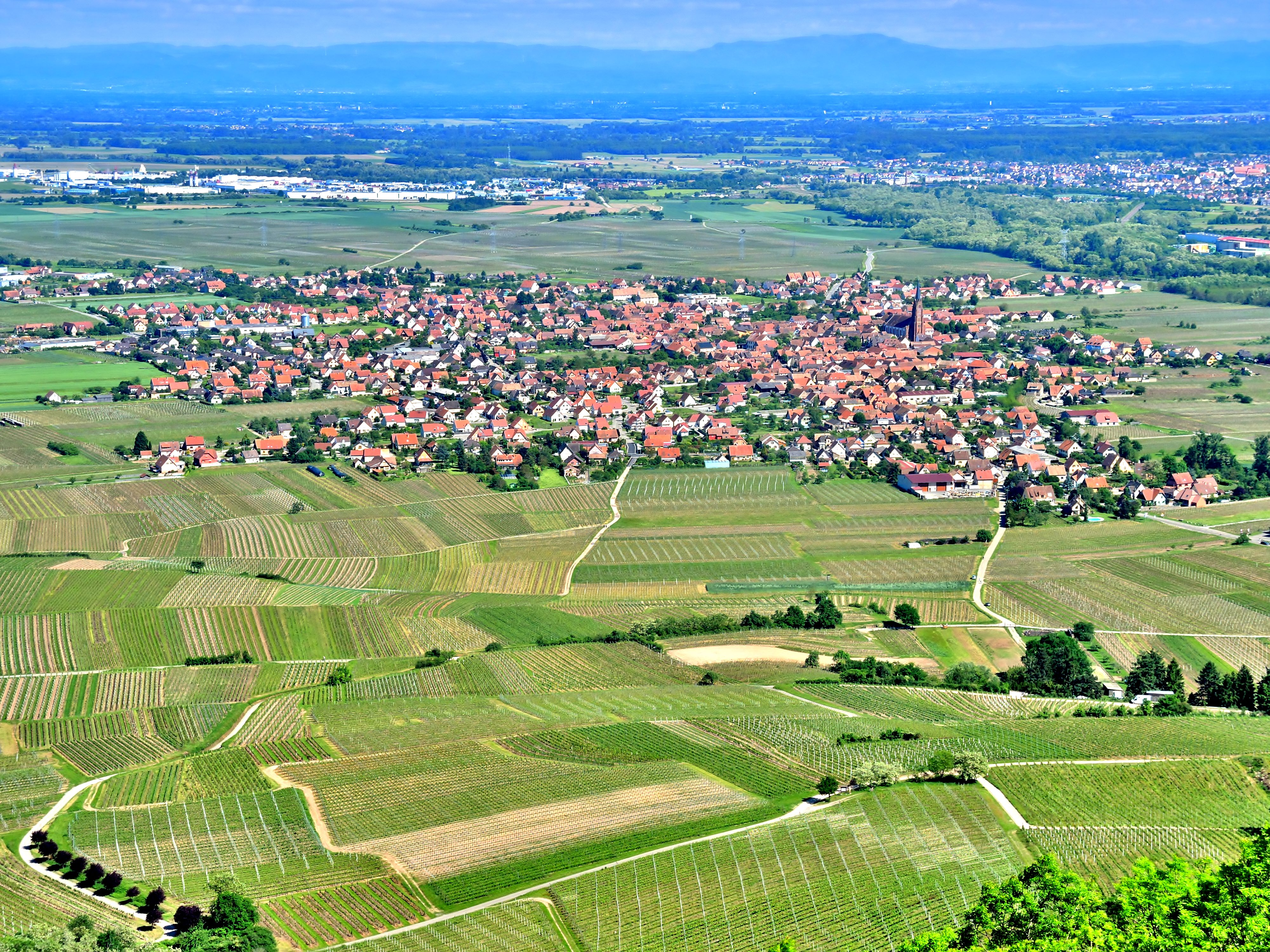
Scherwiller, vue des ruines du château de l'Ortenbourg.

### Communes limitrophes
| Saint-Pierre-Bois            | Dambach-la-Ville, Dieffenthal | Dambach-la-Ville |
| Neubois (par un quadripoint) | Scherwiller                   | Ebersheim        |
| Châtenois                    |                               | Sélestat         |

### Lieux-dits et écarts
- Kientzville

### Géologie et relief
La commune se compose de 203,38 hectares de territoires artificialisés (10,81 %), 925,34 hectares de territoires agricoles (49,17 %) et 753,28 hectares de forêts et milieux semi-naturels (40,03 %).
Espaces naturels :
- Un espace protégé Natura 2000 :

Massif De L'Ortenbourg.
- Cinq zone naturelle d'intérêt écologique, faunistique et floristique (Znieff) :

Massif de l'Ortenbourg à Scherwiller et crête du Falkenstein à Dambach-la-Ville,
Prairies du Val de Villé,
Cours, boisements et prairies humides de la Lièpvrette et du Giessen de Lièpvre à Châtenois,
Prairies et friches du piémont vosgien entre Diffenthal et Scherwiller,
Collines du piémont vosgien de Barr à Scherwiller.

### Hydrographie et les eaux souterraines
Hydrogéologie et climatologie : Système d’information pour la gestion des eaux souterraines du bassin Rhin-Meuse :
Territoire communal : Occupation du sol (Corinne Land Cover); Cours d'eau (BD Carthage),
Géologie : Carte géologique; Coupes géologiques et techniques,
 Hydrogéologie : Masses d'eau souterraine; BD Lisa; Cartes piézométriques.

#### Réseau hydrographique
La commune est dans le bassin versant du Rhin au sein du bassin Rhin-Meuse. Elle est drainée par le Giessen, le ruisseau la Scheer, le ruisseau l'Aubach et le ruisseau le Rainbaechel,.
Le Giessen, d'une longueur de 34 km, prend sa source dans la commune de Urbeis et se jette  dans l'Ill à Ebersmunster, après avoir traversé 18 communes. Les caractéristiques hydrologiques du Giessen sont données par la station hydrologique située sur la commune de Sélestat. Le débit moyen mensuel est de 3,23 m3/s. Le débit moyen journalier maximum est de 125 m3/s, atteint lors de la crue du 15 février 1990. Le débit instantané maximal est quant à lui de 153 m3/s, atteint le même jour.

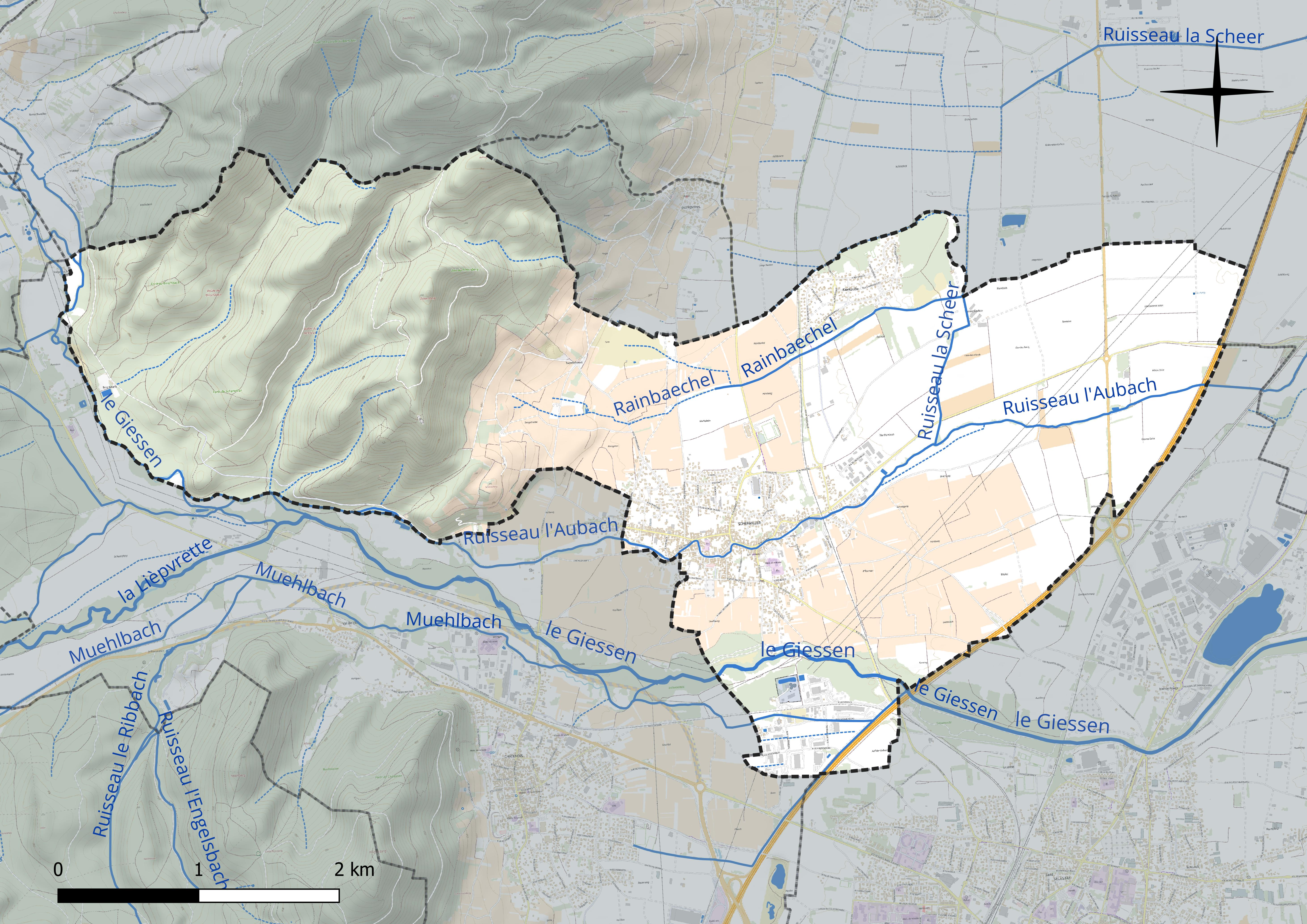
Réseau hydrographique de Scherwiller.

La Scheer, d'une longueur de 40 km, prend sa source dans la commune  et se jette  dans l'Andlau à Fegersheim, après avoir traversé 20 communes. 
L'Aubach, d'une longueur de 13 km, prend sa source dans la commune  et se jette  dans l'Ill à Ebersmunster, après avoir traversé cinq communes. 

#### Gestion et qualité des eaux
Le territoire communal est couvert par le schéma d'aménagement et de gestion des eaux (SAGE) « Giessen Liepvrette ». Ce document de planification concerne les bassins versants du Giessen et de la Lièpvrette.  Son périmètre s’étend sur 317 km2. Il a été approuvé le 13 avril 2016. La structure porteuse de l'élaboration et de la mise en œuvre est le Syndicat des eaux et de l'assainissement Alsace Moselle. 
La qualité des cours d’eau peut être consultée sur un site dédié géré par les agences de l’eau et l’Agence française pour la biodiversité.

### Climat
Pour des articles plus généraux, voir Climat du Grand Est et Climat du Bas-Rhin.
En 2010, le climat de la commune est de type climat océanique dégradé des plaines du Centre et du Nord, selon une étude du Centre national de la recherche scientifique s'appuyant sur une série de données couvrant la période 1971-2000. En 2020, Météo-France publie une typologie des climats de la France métropolitaine dans laquelle la commune est exposée à un climat semi-continental et est dans une zone de transition entre les régions climatiques « Vosges » et « Alsace ». 
Pour la période 1971-2000, la température annuelle moyenne est de 10,6 °C, avec une amplitude thermique annuelle de 17,8 °C. Le cumul annuel moyen de précipitations est de 579 mm, avec 7,1 jours de précipitations en janvier et 9,5 jours en juillet. Pour la période 1991-2020, la température moyenne annuelle observée sur la station météorologique de Météo-France la plus proche, « Sélestat Sa », sur la commune de Sélestat à 4 km à vol d'oiseau, est de 11,4 °C et le cumul annuel moyen de précipitations est de 621,1 mm. 
La température maximale relevée sur cette station est de 39,3 °C, atteinte le 13 août 2003 ; la température minimale est de −17 °C, atteinte le 20 décembre 2009,,. 
| Mois                                  | jan.             | fév.           | mars           | avril         | mai             | juin          | jui.           | août           | sep.          | oct.          | nov.             | déc.          | année     |
| ------------------------------------- | ---------------- | -------------- | -------------- | ------------- | --------------- | ------------- | -------------- | -------------- | ------------- | ------------- | ---------------- | ------------- | --------- |
| Température minimale moyenne (°C)     | −0,3             | 0,2            | 2,5            | 5,7           | 10              | 13,2          | 14,5           | 14             | 10,3          | 6,8           | 2,9              | 0,7           | 6,7       |
| Température moyenne (°C)              | 2,6              | 3,8            | 7,3            | 11,3          | 15,4            | 18,9          | 20,3           | 20             | 15,9          | 11,4          | 6,2              | 3,4           | 11,4      |
| Température maximale moyenne (°C)     | 5,5              | 7,5            | 12,1           | 16,9          | 20,8            | 24,5          | 26,2           | 26             | 21,5          | 16,1          | 9,4              | 6,1           | 16,1      |
| Record de froid (°C) date du record   | −15,9 02.01.1997 | −14,7 05.02.12 | −13,7 01.03.05 | −4,2 04.04.22 | −0,1 15.05.1995 | 4,4 08.06.05  | 5,4 07.07.1993 | 4,2 30.08.1993 | 1,4 30.09.02  | −4,7 29.10.12 | −10,1 23.11.1998 | −17 20.12.09  | −17 2009  |
| Record de chaleur (°C) date du record | 19,1 01.01.23    | 21,7 24.02.08  | 26,6 31.03.21  | 30,6 22.04.18 | 34,1 29.05.17   | 38,5 30.06.19 | 38,4 25.07.19  | 39,3 13.08.03  | 33,7 12.09.23 | 30,3 13.10.23 | 22,5 08.11.15    | 19,5 31.12.22 | 39,3 2003 |
| Précipitations (mm)                   | 36,1             | 33,5           | 35,9           | 42,6          | 77,6            | 66,6          | 70,2           | 64,1           | 50,5          | 58,4          | 43,6             | 42            | 621,1     |

| Diagramme climatique                                  |            |             |             |            |              |              |          |              |             |            |          |
| J                                                     | F          | M           | A           | M          | J            | J            | A        | S            | O           | N          | D        |
| 5,5−0,336,1                                           | 7,50,233,5 | 12,12,535,9 | 16,95,742,6 | 20,81077,6 | 24,513,266,6 | 26,214,570,2 | 261464,1 | 21,510,350,5 | 16,16,858,4 | 9,42,943,6 | 6,10,742 |
| Moyennes : • Temp. maxi et mini °C • Précipitation mm |            |             |             |            |              |              |          |              |             |            |          |

Les paramètres climatiques de la commune ont été estimés pour le milieu du siècle (2041-2070) selon différents scénarios d'émission de gaz à effet de serre à partir des nouvelles projections climatiques de référence DRIAS-2020. Ils sont consultables sur un site dédié publié par Météo-France en novembre 2022.

## Urbanisme

### Typologie
Au 1er janvier 2024, Scherwiller est catégorisée bourg rural, selon la nouvelle grille communale de densité à sept niveaux définie par l'Insee en 2022.
Elle appartient à l'unité urbaine de Scherwiller, une unité urbaine monocommunale constituant une ville isolée,. Par ailleurs la commune fait partie de l'aire d'attraction de Sélestat, dont elle est une commune de la couronne,. Cette aire, qui regroupe 37 communes, est catégorisée dans les aires de 50 000 à moins de 200 000 habitants,.

### Occupation des sols
L'occupation des sols de la commune, telle qu'elle ressort de la base de données européenne d’occupation biophysique des sols Corine Land Cover (CLC), est marquée par l'importance des territoires agricoles (49,3 % en 2018), en diminution par rapport à 1990 (52 %). La répartition détaillée en 2018 est la suivante : forêts (39,8 %), terres arables (23,2 %), cultures permanentes (23,1 %), zones urbanisées (8,9 %), zones industrielles ou commerciales et réseaux de communication (2 %), prairies (1,6 %), zones agricoles hétérogènes (1,5 %). L'évolution de l’occupation des sols de la commune et de ses infrastructures peut être observée sur les différentes représentations cartographiques du territoire : la carte de Cassini (XVIIIe siècle), la carte d'état-major (1820-1866) et les cartes ou photos aériennes de l'IGN pour la période actuelle (1950 à aujourd'hui).

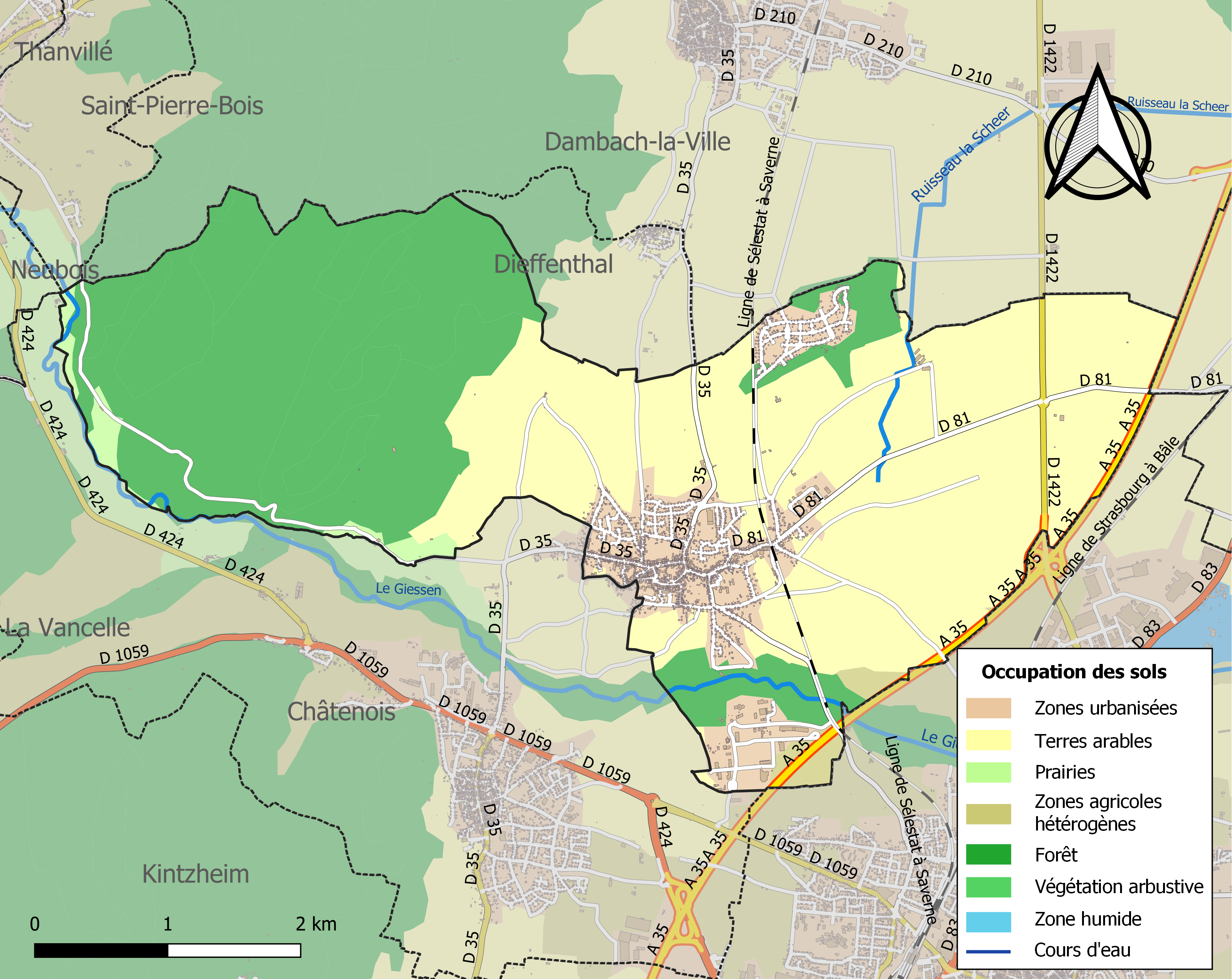
Carte des infrastructures et de l'occupation des sols de la commune en 2018 (CLC).

## Toponymie
Scherveiller (1793), Scherwiler (1801).

## Histoire
Scherwiller en alsacien, Scherviller en roman, est un domaine entre plaine alsacienne et rebord de la montagne vosgienne, d'abord à la confluence de la voie romaine de piémont venant de Châtenois ou de Dambach et de divers chemins gallo-romaines. Probablement reconstruit au cours du Bas-Empire et préservé par les habitants de Sélestat, un diverticule de la voie Salinaria a promu Scherviller à l'époque carolingienne en nœud de communication.

### À la croisée des chemins entre vallées et piémont alsacien
Le site de Scherwiller est occupé depuis des temps lointains, peut-être depuis la fin de l'époque néolithique. À l’époque romaine, la voie du piémont passe par le ban communal. Au moment où les Romains investissent l'Alsace et les terres de la Gaule chevelue, c'est-à-dire après 80-90, les légions construisent une voie rectiligne, une via Salinatorum, qui relie Rhinau à Grand, traverse la montagne vosgienne par Etival, Saint-Blaise, emprunte le plateau du Ban-de-Sapt, Saales, et au-delà du col de Steige, le Val de Villé. C'est une voie du sel qui apporte sur l'Ill et le Rhin le salaire en nature des légionnaires.
De nombreuses voies romaines ont été ainsi édifiées à travers la Gaule vers les Germanies. La voie qui nous intéresse franchit vers l'orient le territoire leuque pour apporter le sel marin au limes des bords du Rhin. De l'an 100 à 160, de nombreux diverticules ont été élaborés pour favoriser les jonctions avec les voies de piémont. Ils subiront des réfections discriminantes au Bas-Empire. Parmi ceux-ci en aval de Villé, une voie de Thanvillé à Scherwiller se prolonge vers Sélestat et un axe en plaine rattrape Rhinau par Ebersmunster. Schervillé, idéalement placé, sort de l'oubli à l'époque carolingienne et commence à se développer.
Les tronçons ou diverticules préservés, ayant capté le trafic, deviennent mille ans plus tard une banale route d'échange empruntée par les marchands lorrains et alsaciens. On observe encore il y a moins de deux siècles leurs tracés rectilignes ou des coupes de gigantesques chaussée dans les Vosges. Le tracé de la vieille route de Scherwiller à Thanvillé est connu. Non loin de l'ancienne route, des monnaies, des débris de tuiles et de la poterie romaine ont été mis au jour. Deux bornes milliaires subsistent, une sur l'axe nord-sud de la route du sel venant du Val de Villé et une au sud sur la route romaine de piémont. La route actuelle de Villé à Saales par Steige emprunte grosso modo l'ancien axe romain.

### Au débouché de la voie des Saulniers
Quelques érudits lui ont attribué le nom de Chaussée des Sarmates, lisant fort mal en sarmatorum des copistes qui écrivaient strata salinatorum Les diplômes des souverains, la charte du roi mérovingien d'Austrasie Childéric II, attribuant le ban à Gondelbert ou à ses émules, datés de 661 et les chartes du roi de Germanie Henri IV en 949. Après 1250, la voie s'appelle en ancien français la route des Saulniers ou voie des Saulniers : elle était surtout fréquentée par les marchands qui échangent les diverses denrées selon les saisons et les années entre Alsace et Lorraine. Le bétail sur pied, les grains, le sel extraits des salines du Saulnois lorrain, mais aussi des pierres et divers minerais proviennent souvent de l'ouest. Raon-l'Étape fondé au XIIIe siècle par le duc de Lorraine happe une grande part du trafic vers la vallée de la Meurthe. De nombreuses productions végétales, en premier lieu le vin et des variétés de blés et de fruits, ainsi qu'une foule de produits d'industrie manufacturière proviennent d'Alsace.
Cette situation stratégique au débouché de la plaine d'Alsace engendre dès les troubles carolingiens la reconstruction d'un château de l'Ortenbourg, à l'emplacement probable d'un petit castrum de surveillance. La famille guerrière des Ortenberg contribue à sécuriser la voie et vers l'an mil obtient la reconnaissance de fiefs qui forment ultérieurement la seigneurie du Villé. Le château associé à cette seigneurie est reconstruit au XIIe siècle, puis puissamment rénové ensuite.

### Première mention du village
La première mention de Scherwiller date de l’année 817 sous le nom de Scerewilare. Louis le Pieux l'évoque dans un diplôme confirmatoire des biens de l’abbaye d’Ebersmunster. Scerwillare réapparaît en 1031, puis Scerewilre à l'époque où les biens publics et fiscaux sont à nouveau confirmés à l'abbaye d'Ebersmunster, puis est écrit Scherweilare en 1064 lorsqu'ils sont transférés au monastère d'Ottmarsheim et enfin Scherevillere en 1183. Entretemps, ces biens de plus en plus disputés sont passés en 1120 à l'abbaye de Hugshoffen, puis à celle de Hirsau en 1167.
Que peut en déduire l'historien ? Scheerwiller est un petit domaine sur les bords de la Scheer. Nous savons que la rivière qui traverse le village, l'Aubach est la Scheer des anciens habitants. Le paysage est-il le même ? Il existe un vignoble de coteau. La première trace écrite concernant le vignoble remonte à l'année 888. L'impératrice  Sainte Richarde offre la dîme de la récolte des vignes au couvent de Gegenbach en Allemagne. Scherwiller possède une cour colongère, c'est une terre domaniale à l'impératrice fondatrice de l'abbaye d'Andlau. Elle appartiendra aux abbesses d'Andlau qui sont donc les premiers seigneurs connus de Scherwiller.
D'après la légende, sainte Odile aurait passé sa jeunesse à Scherwiller. La chronique d'Ebersmunster, probablement romancée qu'une hagiographie, raconte que deux frères de noble race possédaient des terres dans la région. Ils font entre eux un partage : l'un donne sa part à l'abbaye de Moyenmoutier, l'autre cède sa part à l'abbaye d'Ebersmunster. Ces biens étaient considérables, ils s'étendaient de Stotzheim à Kintzheim et Scherwiller. Ce partage fait ressortir l'omniprésence de la voie de Saulniers en l'an mil, alors que les deux grandes entités administratives sont Moyenmoutier, puissamment restauré après 965 par les moines de Gorze et Ebersmunster. Toutefois, face au acteurs politiques de terrain, ces riches entités religieuses subissent une perte d'hégémonie en s'émancipant partiellement du pouvoir saxon.
En l'an 1000 le comte d'Ortenberg, Hermann, fonde l'abbaye de Honcourt ou Hugshoffen, dans le Val de Villé. Ses hommes contrôlent et possèdent une bonne partie de la région. Ces guerriers protecteurs de la voie qu'ils observent depuis leurs châteaux en délèguent l'administration aux moines, suscitant la rivalité et la crainte d'Ebersmunster et de Moyenmoutier.

### Un domaine de la seigneurie de Villé
Les possessions des Ortenberg et de ses hommes, à l'origine de la seigneurie du Willer ou Villé, intègrent : 
- les villages situés sur la rive gauche de la Scher, Scherwiller, Dieffenthal, sous l'Ortenburg ;
- une grande partie du Val de Villé ;
- les villages outremont de Ranrupt, Salsey ou Salzée, Stampemont ou Stemberg[35] ;
- le château de Bourg[36] ;
- Saales, bourg de relais pour les marchands lorrains[37] ;
- Colroy.

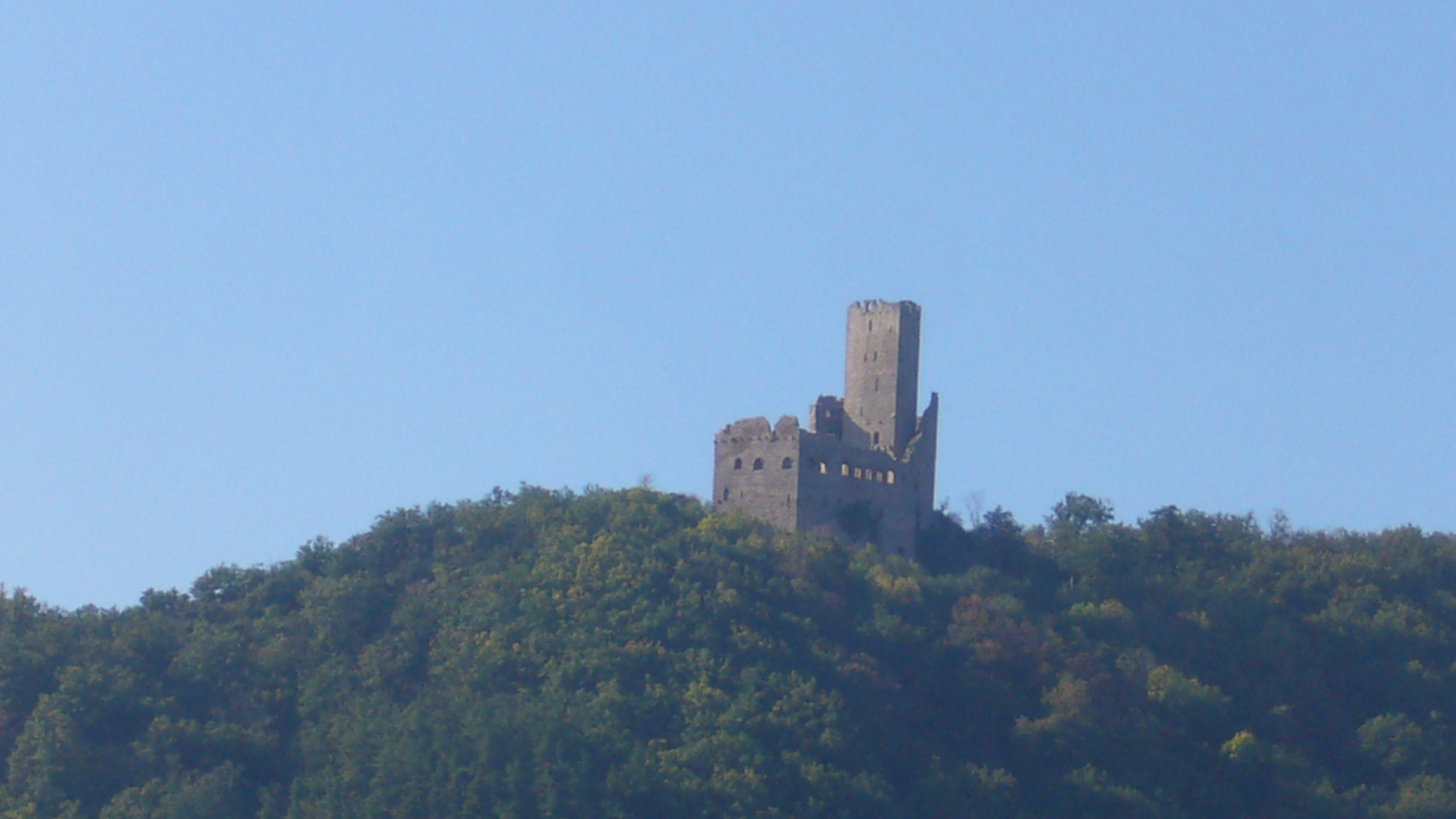
Château de l'Ortenbourg vu depuis la sortie ouest de Scherwiller.

Entre 1262 et le XIVe siècle, le village appartient à la famille des  Habsbourg, héritière de facto des Ortenberg pour leur seigneurie du Villé. Plusieurs abbayes et monastères parmi lesquels dominent Munster au XVIe siècle, conservent des droits, des biens temporels et possessions issus de donations dans la commune.
Deux paroisses créées au XIIIe siècle existent à cette époque dans le village : 
- la chapelle Sainte-Odile dépend du chapitre de la cathédrale. La légende de sainte Odile tend à affirmer son antériorité, vraisemblable pour un historien, qui ne cherche plus le subterfuge d'une présence ou apparition de sainte Odile ;
- l'église Saints-Pierre-et-Paul de l'abbaye de Honcourt ou Hugshoffen, édifiée en 1258.

Le village n’a jamais été entouré d’un rempart. Une petite forteresse a existé, dans le village même, comme semble l’attester l’ancien nom de la rue Joffre qui s’appelait Turmgasse ou rue de la Tour. La situation géographique du village située sur un axe très important lui vaut à plusieurs reprises d'être mêlé à des conflits sanglants. Le village est incendié en 1262 par les troupes mercenaires de l'évêque de Strasbourg puis détruit en 1370 par Jean de Lorraine lors du passage des Bourguignons.

### DuXVIesiècleauXIXesiècle
1525 est une date importante dans l’histoire de Scherwiller. Lors de la guerre des Paysans en Alsace et Lorraine, une bataille opposa les Rustauds d’Alsace au duc de Lorraine : Antoine de Lorraine. La bataille se déroula sur le ban communal de Scherwiller, au lieu-dit Kreftzen, le 20 mai 1525 et fit plus de 5 000 morts. Les deux paroisses seront réunies en 1528. La bataille de Scherwiller s'inscrit dans un contexte de révoltes de paysans, et fait suite à la révolte du Bundschuh en 1493, qui concerna toute l'Alsace moyenne et dont les chefs furent issus de communes voisines de Scherwiller : Hans Ulmann de Sélestat et Jacques Hanser de Blienschwiller.
En 1632, lors de la guerre de Trente Ans, le village fut dévasté par les Suédois. Le village prit son essor au XVIIIe siècle. De nombreuses maisons, qui existent encore aujourd’hui, datent de cette époque.
Le XIXe siècle fut un siècle difficile pour Scherwiller. Le village était très pauvre, la population connut une évolution importante mais restait essentiellement rurale. Pourtant, il bénéficia de l’industrialisation de la vallée de Sainte Marie-aux-Mines. Scherwiller comptait vers 1860, deux usines de tissage, deux tuileries, une usine de carton et papier ainsi que plusieurs fours à chaux.
En octobre 1870, pendant le siège de la place-forte de Sélestat, le village accueillit des soldats prussiens. Il n’y eut aucun dégât à Scherwiller. Après le traité de Francfort du 10 mai 1871, le village fut annexé à l’empire allemand, comme le reste de l’Alsace-Moselle.
À la fin du XIXe siècle, le village restait toujours dans une grande précarité, il comptait alors près de 2400 habitants. Une nouvelle église fut édifiée en 1899-1900, car l’ancienne était devenue trop exiguë.

### De 1900 à 1939

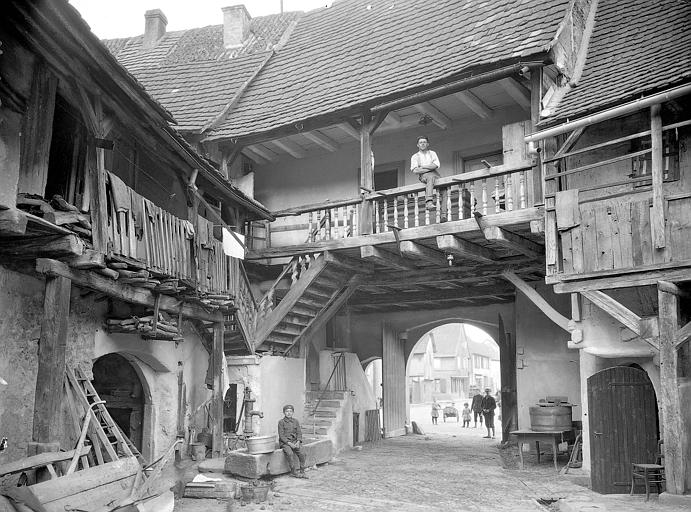
Maison à Scherwiller vers 1925.

Vers 1900, l’usine de tissage installée près de la gare employait environ un quart de la population active du village. En 1908, l’empereur Guillaume II passa par le village, lors d’une de ses visites au château du Haut-Koenigsbourg, tout proche.
Le 10 août 1911, Scherwiller fut le théâtre d'un gigantesque incendie. Le feu se répandit avec rapidité des deux côtés de la rue de l'Ortenbourg et de Dambach-la-Ville. Le mois d'août étant un mois très sec, les granges étaient remplies de paille, ce qui a pu déclencher le feu chez le voiturier Ernest Sonntag communiquant ainsi l'incendie à toute la rue. Des renforts venus de Thanvillé, de Châtenois et d'Ebersheim et un détachement du 8e bataillon de chasseurs de Sélestat furent sollicités pour éteindre l'incendie. L'incendie fit périr de nombreuses volailles. Les dégâts s’élevèrent à 150 000 marks.
Lors de la Première Guerre mondiale, le village perdit 51 de ses fils mais aucun dégât ne fut à déplorer. Le 17 novembre 1918, Scherwiller redevint française.
Dans les années 1930, le village restait toujours assez pauvre. En 1935, un grand projet avait vu le jour : la réalisation de la canalisation d’eau potable.
Les habitants vivaient essentiellement de la culture de la terre : blé, pommes de terre, tabac et vignes étaient les principales activités agricoles. Certains possédaient également des animaux d’élevages comme des poules, des lapins, des cochons, des vaches…
D'autres habitants travaillaient dans le secteur textile : soit à l’usine textile de Scherwiller soit aux filatures de Sélestat. En 1936, les grèves du Front populaire avaient touché l’usine textile Hartmann de Scherwiller. Celle-ci fut rachetée à la fin de l'année 1936 par M. Robert Kientz, originaire de Muttersholtz.
De nombreux commerces existaient dans le village à la fin des années 1930. Il y avait donc : 8 restaurants ou cafés, 6 boulangeries, 6 épiceries, 4 boucheries, 4 tailleurs, 3 cordonniers, 2 entreprises de camionneurs, une entreprise de vente de vin en gros, une entreprise de maçons, un cinéma, plusieurs couturières…
Le village était déjà situé dans la zone d’attraction de Sélestat. On allait à la ville pour y faire des achats plus importants et pour certains divertissements (concerts, spectacles, cinéma…). La gestion du village était assurée, à la veille de la Seconde Guerre mondiale, par le maire Joseph Bleger, en fonction depuis les élections municipales de 1925.

### Kientzville

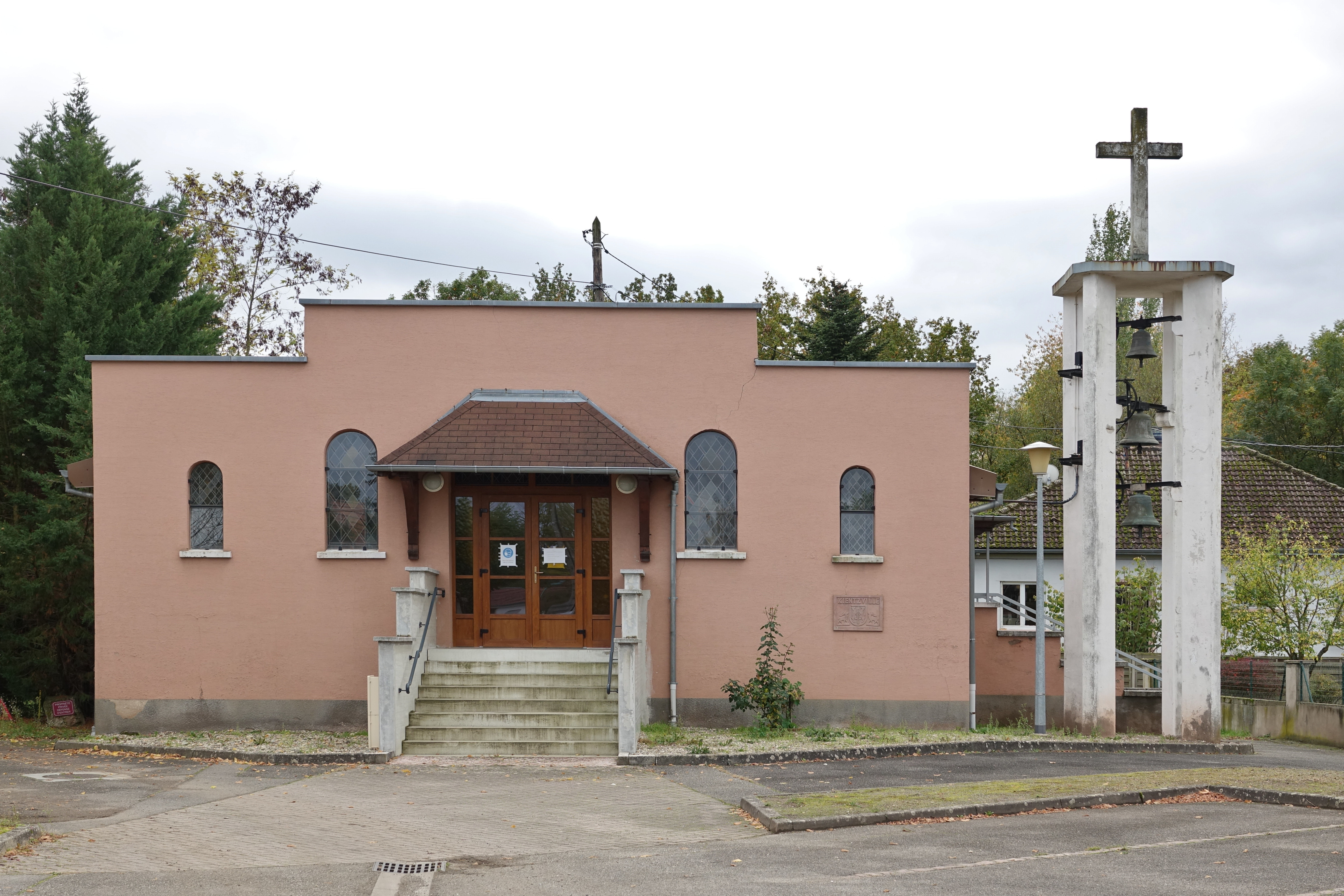
L'église de Kientzville.

Kientzville est un écart de Scherwiller qui se situe à un kilomètre au nord de la commune. Kientzville est longée par la ligne de chemin de fer reliant Sélestat à Molsheim. Il y a environ 600 habitants (2008). À Kientzville on trouvait jusqu'en 2015 une école (CP, CE1) grâce à un regroupement scolaire avec Scherwiller et Dieffenthal, et une chapelle où une fois par mois une messe est célébrée.
Robert Kientz est avant tout connu pour la création de la cité destinée aux ouvriers de son usine : Kientzville qui fut fondée en 1947. Il fut l’un des premiers en France à œuvrer après la Seconde Guerre mondiale dans le domaine des logements ouvriers.
Les premiers chalets de Kientzville avaient été livrés à partir du mois de mars 1947. Les travaux se déroulaient sous la direction de Kientz lui-même et de son architecte Charles-Gustave Stoskopf, prix de Rome. La construction était assurée par des prisonniers de guerre allemands dont l’effectif atteignait presque 200 hommes. Le premier pavillon fut achevé le 3 avril 1947. À la fin de l’année 1947, Kientzville comptait 40 maisons, 107 habitants et 51 enfants.
De nombreuses installations virent le jour à Kientzville : une école primaire, un stade de football, un lac artificiel, un hôtel-restaurant, une chapelle et même un aérodrome où 9 avions vinrent atterrir en 1951. Après avoir fait construire 45 chalets, Kientz éprouva de grandes difficultés financières liées à la crise du textile. De nombreux chalets furent vendus dès 1952 et par la suite, l’ensemble de la cité de Kientzville devint propriété de la commune de Scherwiller, excepté un terrain de 25 hectares, situé à l’est du nouveau village.
En 1956, Kientzville comptait 44 chalets en bois et 10 maisons en « dur », avec une population de 300 habitants. Depuis, la cité est devenue une annexe de Scherwiller.
Aujourd'hui, le lac, l’hôtel-restaurant, l’aérodrome ont disparu mais il subsiste toujours un cadre de vie agréable, sentiment partagé par tous les habitants de Kientzville, qui avait été voulu par le fondateur.

## Politique et administration

### Liste des maires
| Période                                  | Période                   | Identité                                       | Étiquette | Qualité |
| ---------------------------------------- | ------------------------- | ---------------------------------------------- | --------- | --- |
| Les données manquantes sont à compléter. |                           |                                                |           | |
| ?                                        | ?                         | François-Ignace Vogel                          |           | Vigneron-cultivateur |
| ca. 1869                                 |                           | François Antoine Schwey                        |           | |
| 1945                                     | 1957                      | Honoré Haag                                    |           | Viticulteur |
| 1957                                     | mars 1977                 | Alphonse Haag                                  |           | |
| mars 1977                                | mars 1989                 | Émile Barthel                                  |           | Secrétaire général du SIVOM de Sélestat                                                                                     |
| mars 1989                                | juin 1995                 | Joseph Boesch (1923-2020)                      |           | Retraité SNCF, maire honoraire Adjoint au maire (1971 → 1989) Vice-président du SIVOM de Sélestat et environs (1989 → 1995) |
| juin 1995                                | mars 2008                 | Émile Barthel                                  |           | Ancien directeur du SMICTOM de Sélestat, maire honoraire 1er vice-président de la CC de Sélestat                            |
| mars 2008                                | mars 2014                 | André Boesch                                   | SE        | Maire honoraire |
| mars 2014                                | En cours (au 31 mai 2020) | Olivier Sohler, Réélu pour le mandat 2020-2026 | DVD       | Cadre supérieur Président de la CC de Sélestat (2020 → )                                                                    |

### Budget et fiscalité 2023

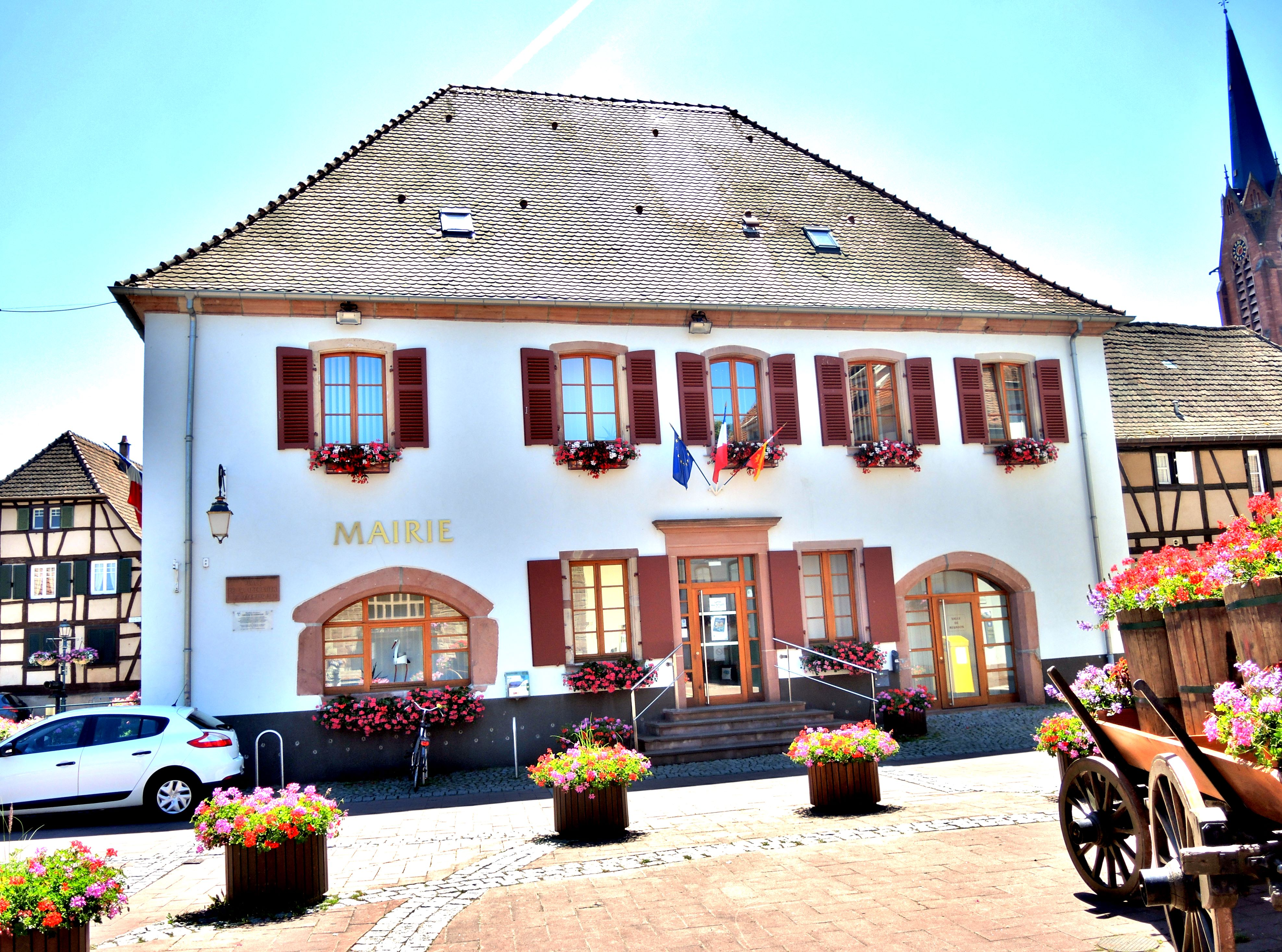
La mairie.

En 2023, le budget de la commune était constitué ainsi :
- total des produits de fonctionnement : 2 653 000 €, soit 818 € par habitant ;
- total des charges de fonctionnement : 1 875 000 €, soit 578 € par habitant ;
- total des ressources d'investissement : 553 000 €, soit 170 € par habitant ;
- total des emplois d'investissement : 664 000 €, soit 205 € par habitant ;
- endettement : 1 452 000 €, soit 448 € par habitant.

Avec les taux de fiscalité suivants :
- taxe d'habitation : 18,15 % ;
- taxe foncière sur les propriétés bâties : 27,96 % ;
- taxe foncière sur les propriétés non bâties : 44,30 % ;
- taxe additionnelle à la taxe foncière sur les propriétés non bâties : 45,11 % ;
- cotisation foncière des entreprises : 17,04 %.

Chiffres clés Revenus et pauvreté des ménages en 2021 : médiane en 2021 du revenu disponible, par unité de consommation : 26 360 €.

## Population et société

### Démographie

#### Évolution démographique
L'évolution du nombre d'habitants est connue à travers les recensements de la population effectués dans la commune depuis 1793. Pour les communes de moins de 10 000 habitants, une enquête de recensement portant sur toute la population est réalisée tous les cinq ans, les populations de référence des années intermédiaires étant quant à elles estimées par interpolation ou extrapolation. Pour la commune, le premier recensement exhaustif entrant dans le cadre du nouveau dispositif a été réalisé en 2006.

En 2022, la commune comptait 3 121 habitants, en évolution de −1,58 % par rapport à 2016 (Bas-Rhin : +3,17 %, France hors Mayotte : +2,11 %).
| 1793  | 1800  | 1806  | 1821  | 1831  | 1836  | 1841  | 1846  | 1851  |
| ----- | ----- | ----- | ----- | ----- | ----- | ----- | ----- | ----- |
| 2 209 | 2 129 | 2 330 | 2 534 | 2 631 | 2 711 | 2 651 | 2 823 | 2 836 |

| 1856  | 1861  | 1866  | 1871  | 1875  | 1880  | 1885  | 1890  | 1895  |
| ----- | ----- | ----- | ----- | ----- | ----- | ----- | ----- | ----- |
| 2 757 | 2 844 | 3 009 | 2 746 | 2 628 | 2 559 | 2 494 | 2 401 | 2 336 |

| 1900  | 1905  | 1910  | 1921  | 1926  | 1931  | 1936  | 1946  | 1954  |
| ----- | ----- | ----- | ----- | ----- | ----- | ----- | ----- | ----- |
| 2 386 | 2 438 | 2 411 | 2 123 | 2 162 | 2 144 | 2 104 | 2 046 | 2 205 |

| 1962  | 1968  | 1975  | 1982  | 1990  | 1999  | 2006  | 2011  | 2016  |
| ----- | ----- | ----- | ----- | ----- | ----- | ----- | ----- | ----- |
| 2 269 | 2 300 | 2 368 | 2 382 | 2 278 | 2 614 | 2 958 | 3 074 | 3 171 |

| 2021  | 2022  | - | - | - | - | - | - | - |
| ----- | ----- | - | - | - | - | - | - | - |
| 3 153 | 3 121 | - | - | - | - | - | - | - |

### Enseignement
Établissements d'enseignements :
- Écoles maternelles et primaires à Scherwiller, Châtenois, Dambach-la-Ville, Sélestat.
- Collèges à Châtenois, Dambach-la-Ville, Sélestat, Villé.
- Lycées à Sélestat, Barr.

### Santé
Professionnels et établissements de santé :
- Médecins à Scherwiller, Marckolsheim, Fréland, Colmar[53].
- Pharmacie à Scherwiller.
- Hôpitaux à Strasbourg, Rouffach, Les Trois-Épis[54].

### Cultes
- Culte catholique, Communauté de paroisses Châtenois[55], Diocèse de Strasbourg.

## Culture locale et patrimoine

### Lieux et monuments

#### Corps de garde duXVIIIesiècle

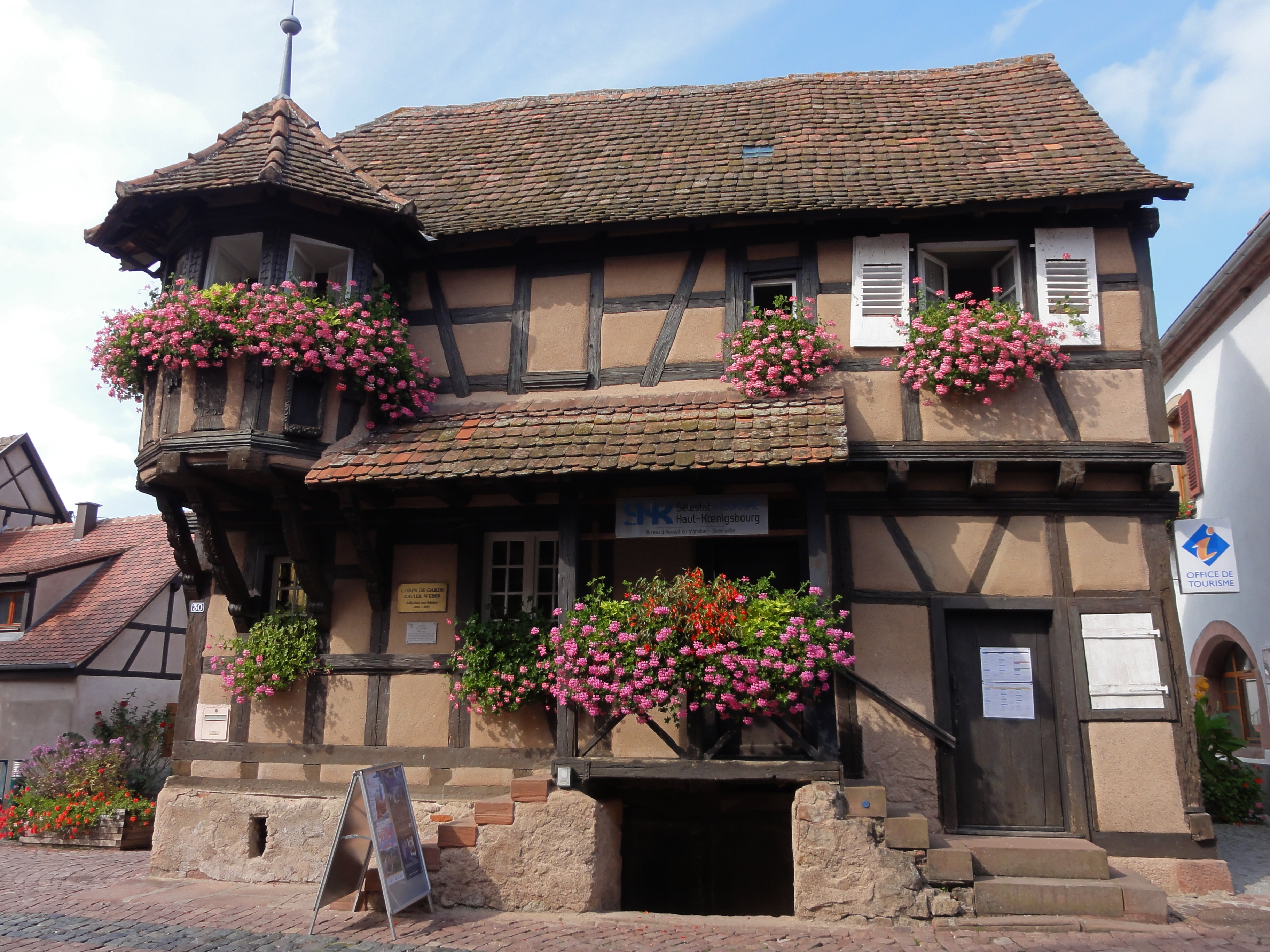
Corps de garde du XVIIIe siècle.

Corps de garde du XVIIIe siècle, puis école de filles entre 1853 et 1861. Le bâtiment sert ensuite de corps de garde pour l'appariteur. Depuis 1973, cette maison abrite l'office de tourisme de Scherwiller. Décor sculpté en feuille d'acanthe et emblème de tonnelier. Maison classée Monument historique depuis 1924 appelé depuis 2003 « Corps de garde Xavier Weber (1904 - 1995), ancien adjoint au maire »,.

#### Synagogue

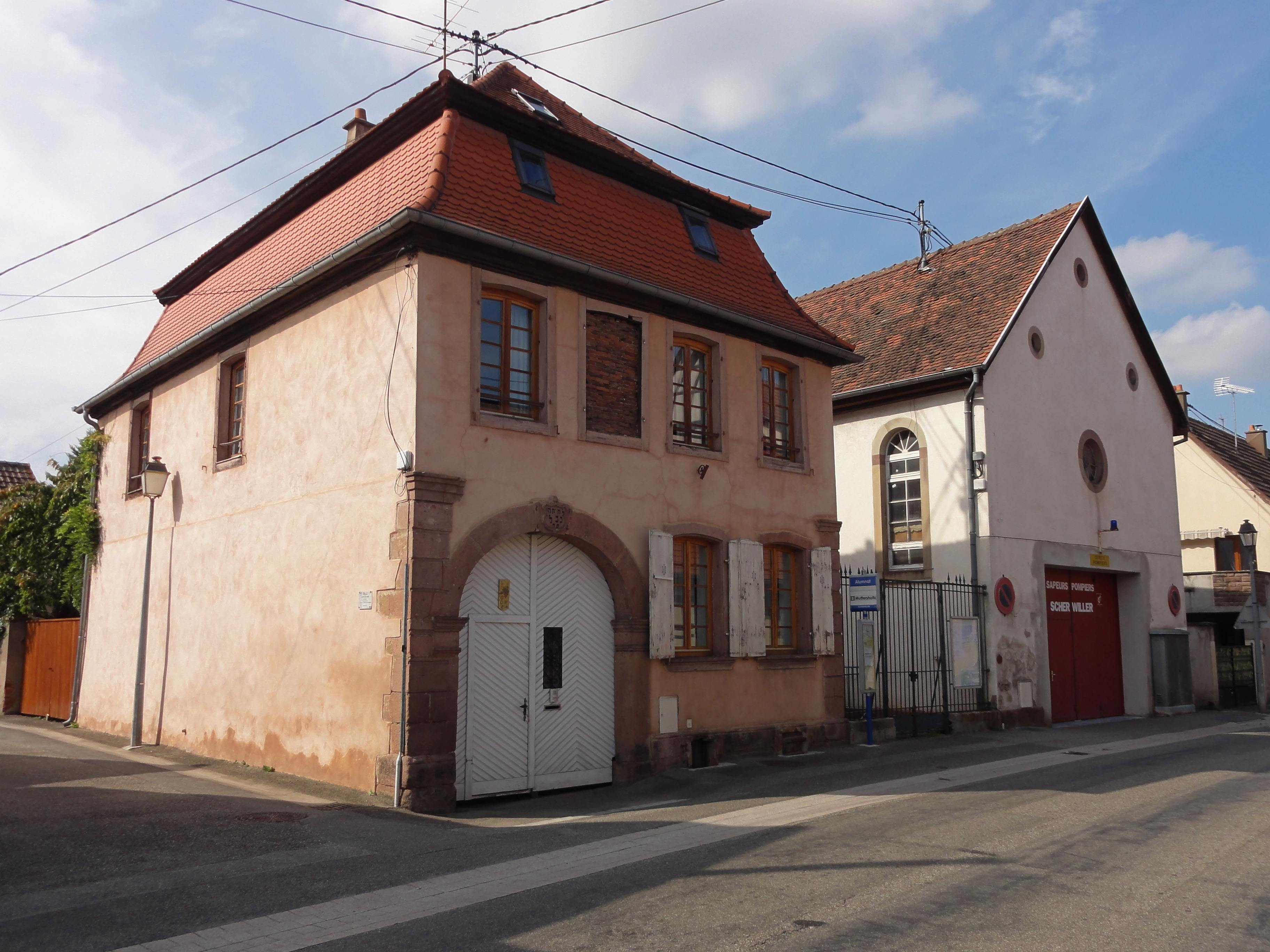
Maison du rabbin et synagogue.

Une première synagogue avait été édifiée à Scherwiller, à l’emplacement de la synagogue actuelle. Le bâtiment actuel, situé à côté de la maison du « Rabbin », dans la rue du Giessen, a été édifié en 1861-62.
Il s’agit d’un bâtiment de 19,90 mètres d’est en ouest et de 9,25 mètres nord-sud.
Les hommes entraient dans la synagogue, par la porte ouest, très belle porte en bois mouluré. Au-dessus de la porte, une inscription en hébreu : « Voici la porte de Dieu où entrent les justes et prépare toi à entrer dans l’antichambre. » En franchissant la porte d’entrée, il y avait un vestibule sur la droite, petit local destiné à se purifier avant de pénétrer dans le sanctuaire. Une petite fontaine en pierre y était installée.
Les femmes accédaient au sanctuaire par la porte latérale nord d’où une cage d’escalier sur la gauche leur permettait d’accéder aux tribunes du premier étage, réservées aux femmes.
Puis venait la grande salle basse de la synagogue, composée de rangées de bancs réservés aux hommes. Au fond, du côté Est, se trouvaient les Rouleaux Sacrées et le mobilier du culte.
Les murs sud et nord sont découpés par 12 grandes fenêtres d’aspect très sobre.
La hauteur du bâtiment est de 13,50 mètres, du niveau du sol, jusqu’à la poutre faîtière.
L’extérieur du bâtiment est lui aussi très sobre, on dirait une maison d’habitation. Les Juifs n’aimaient pas avoir de grands temples car ils craignaient une réaction de la population.
À la veille de la Deuxième Guerre mondiale, la communauté israélite se composait encore d’une quarantaine de personnes. Beaucoup avaient choisi de s’installer à la ville et avaient quitté Scherwiller. Il n’y avait plus de rabbin résidant à Scherwiller, les offices étaient assurés par le rabbin de Sélestat ou par un ministre officiant issu de la communauté scherwilleroise. Les Allemands arrivèrent le 18 juin 1940 à Scherwiller. Le 15 juillet 1940, toute la communauté israélite fut expulsée du village, en direction du Sud de la France. 
La synagogue fut fermée à la mi-septembre 1940 car il ne restait plus un seul israélite au village. Les Allemands ont détruit tout le mobilier de culte, les rouleaux sacrés furent brûlés. La synagogue fut transformée en lieu de détention pour des prisonniers polonais.
En 1945, la synagogue se trouvait dans un triste état, tout était dévasté et détruit à l’intérieur de l’édifice. Elle resta plus ou moins en fonctions jusqu’à sa vente à la commune de Scherwiller en 1962. Il ne restait plus que 12 personnes de confession juive en 1962 : 5 hommes, 3 femmes et 4 enfants. Les frais de fonctionnement ne pouvaient plus être assurés. Elle fut transformée en dépôt d’incendie en 1964 et subsiste jusqu’à nos jours dans cette fonction. En 1985, le dernier vestige du sanctuaire, la tribune des femmes, fut démontée. Depuis 1986, le bâtiment de la synagogue, ainsi que la maison attenante dite du «Rabbin » sont inscrits à l’inventaire supplémentaire des monuments historiques,,.

#### Église Saint-Pierre-et-Saint-Paul
Église bâtie en 1898-1899 ; édifice, vitraux et mobilier néogothique.
La reconstruction de l'église paroissiale Saint-Pierre-et-Saint-Paul s'est déroulée en 1898-99, elle est de style néogothique. Ce nouvel édifice remplace l'ancien sanctuaire de 1725 dégradé et devenu trop exiguë. Cette construction monumentale, mais sobre dans sa conception, impressionne. Le clocher-porche, paré d'un beau grès rose et couvert d'ardoises bleutées, s'élance vers le ciel. 

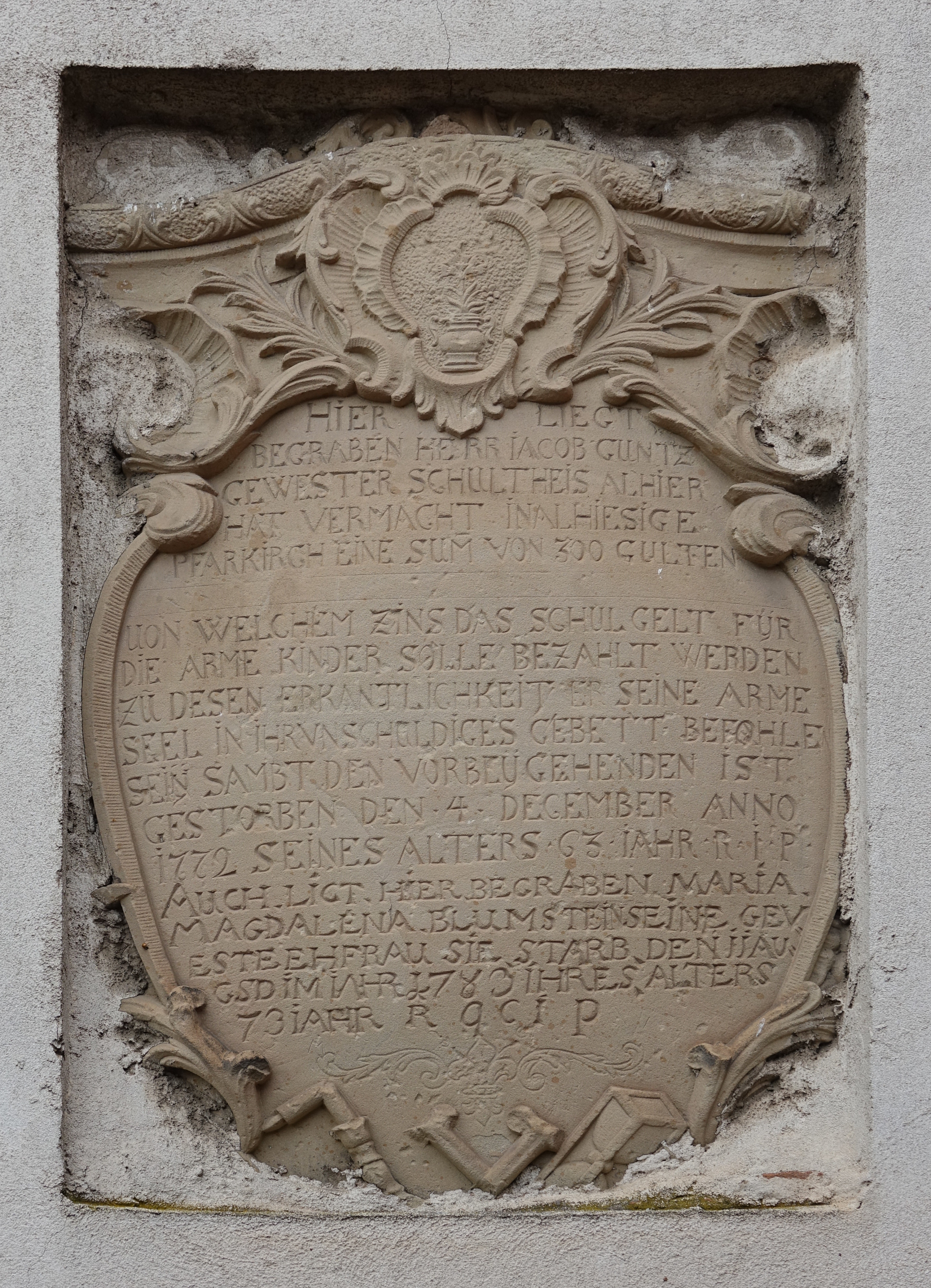
Plaque apposée sur l'église.

L'intérieur avec ses vitraux denses et lumineux et son mobilier soigné constitue un bel ensemble de ce style néogothique,.
Mobilier de l'église paroissiale Saint-Pierre Saint-Paul.
19 verrières : Vierge à l'Enfant, saint, sainte (baies 0 à 18).
3 autels, 3 retables, stalles, chaire à prêcher, 4 confessionnaux, chemin de croix (maître-autel, autel secondaire).
Fonts baptismaux.
Groupe sculpté (figure vêtue) : Vierge de Pitié.
Croix Christ en croix.
Orgue Rickenbach,.
Dalle funéraire de Jacques Guntz.
Dalle funéraire de Lienhart Schilling.

#### Chapelle Saint-Wolfgang
Chapelle se trouvant entre les routes de Sélestat et du Giessen à Scherwiller construite en 1698. Le chœur polygonal, présente une fente gothique, murée, et représente la partie la plus intéressante de cette chapelle. La toiture  comprend des tuiles canal. La nef  a été détruite au cours de la guerre de Trente Ans, puis a été reconstruite  au XVIIe siècle. À l'intérieur de la chapelle se trouve une statue de saint Jean l'Évangéliste et Marie en sabots. Cette chapelle renfermait  autrefois une Vierge des Sept douleurs remontant  à la fin du XVIIe siècle. La chapelle fut endommagée par la foudre en 1899 puis restaurée la même année. L'autel est de style baroque.

#### Chapelle Sainte-Odile
La chapelle Sainte-Odile a été reconstruite du temps où le chapitre de la cathédrale de Strasbourg était le maître de Scherwiller. Elle était située sur l'emplacement d'une ancienne chapelle  dont l'origine remonte à 1118 dédiée en l'honneur de la patronne de l'Alsace. En 1298 cette chapelle servait de paroisse et était desservie par un vicaire. D'après la légende, sainte Odile aurait séjourné à Scherwiller, dont sa nourrice était originaire. Lieu de pèlerinage très important, elle l'est encore au XVIIIe siècle. Elle conserve une relique de la sainte offerte le 4 mai 1836, provenant de sa tombe et transportée en procession depuis le mont Sainte-Odile le 13 décembre 1836. On peut voir dans la chapelle, à l'arrière de la grille, à gauche de l'entrée, une peinture sur toile représentant l'enfant Jésus blotti contre sa mère. Sur le mur est fixée une plaque en marbre commémorant la donation de la chapelle à la commune de Scherwiller. En avant de la grille, à droite on aperçoit un tableau signé Carola Sorg, qui raconte l'histoire de sainte Odile : une servante emportant dans ses bras la petite Odile pour l'éloigner de son père, le duc Adalric (encore appelé Attic ou Etichon). Il voulait la tuer pour cause de cécité, elle retrouva la vue lors de son baptême. La légende raconte que la servante l'emmena à Scherwiller dans la maison d'un meunier. Dans le bas du tableau à droite, est représenté le moulin d'accueil, et en haut à droite figure le château de la Hohenbourg résidence du duc et futur monastère du mont Sainte-Odile. À gauche, fixés au mur, un homme dans divers brasier, il s'agirait du duc Etichon dans les flammes du purgatoire. Saint Christophe avec l'Enfant Jésus, saint François d'Assise et un grand christ en croix. Au-dessus des autels latéraux deux statues de facture récente à gauche la Vierge à l'Enfant, à droite saint Joseph. Dans le chœur, l'autel primitif en grès des Vosges, habillé d'une structure baroque en bois, on aperçoit un reliquaire de sainte Odile. Au centre la patronne de l'Alsace tient dans ses mains la crosse d'abbesse et le livre représentant des yeux. Au sommet de l'autel se trouve la Sainte famille. L'Enfant Jésus et quelques autres statues ont disparu. C'est pour éviter toutes ces disparitions et permettre malgré tout une ouverture journalière de la chapelle, qu'une grille verrouillée a été installée. Le 20 mai 1525, durant la bataille des Rustauds, les soldats du duc Antoine de Lorraine mirent le feu à la localité de Scherwiller, car les paysans révoltés avaient établi un observatoire sur l'église Saint-Pierre. Les deux sanctuaires devinrent, comme les autres bâtiments, la proie des flammes. Après ces évènements tragiques, l'église paroissiale fut reconstruite en 1528. L'église Sainte-Odile ne se releva que péniblement de ses cendres. Les deux paroisses furent réunies et les droits de patronage  exercés à tour de rôle par l'abbaye de Honcourt et le Grand Chapitre de Strasbourg. D'après Philippe André Grandidier, la chapelle Sainte-Odile était encore au XVIIIe siècle un lieu de pèlerinage très fréquenté. Durant la Révolution française, la chapelle et son domaine furent en 1792 déclarés biens nationaux et vendus. La chapelle fut achetée par le docteur Stauch qui la légua à son gendre, le baron du Perreux. Bien que rendu au culte à partir de 1807, le sanctuaire resta privé jusqu'à la mort du baron le 3 février 1852. Les héritiers, le vicomte et le baron de Beaufranchet offrirent la chapelle le 16 février 1853 à la commune de Scherwiller, sous réserve de faire célébrer annuellement le 3 février une messe pour le repos des âmes des donateurs. Dans les relevés du conseil municipal du 22 août 1853 présidé par François Xavier Guntz on y lit qu'il accepte la donation.

#### Chapelle du Taennelkreuz (1906)
Cette chapelle a été érigée en 1905, à l'emplacement même d'un ancien site de pèlerinage représentant  la croix miraculeuse du XIXe siècle qui attire de nombreux pèlerins. Le conseil de fabrique décide en conséquence en 1902, d'acheter le terrain de 36 m2 et d'y construire une chapelle. Cette chapelle est soigneusement entretenue grâce à des pieuses mains. Cette élévation paisible et panoramique, en plein vignoble, est un lieu très prisé des habitants de Scherwiller. La chapelle dédiée à la Sainte Croix est consacrée le 23 septembre 1906. Sa conception est cruciforme et son style néo-gothique. Son portail ogival est tourné vers Scherwiller.

#### Monuments commémoratifs
- Plaques commémoratives[77].
- Monument aux morts[78],[79],[80].

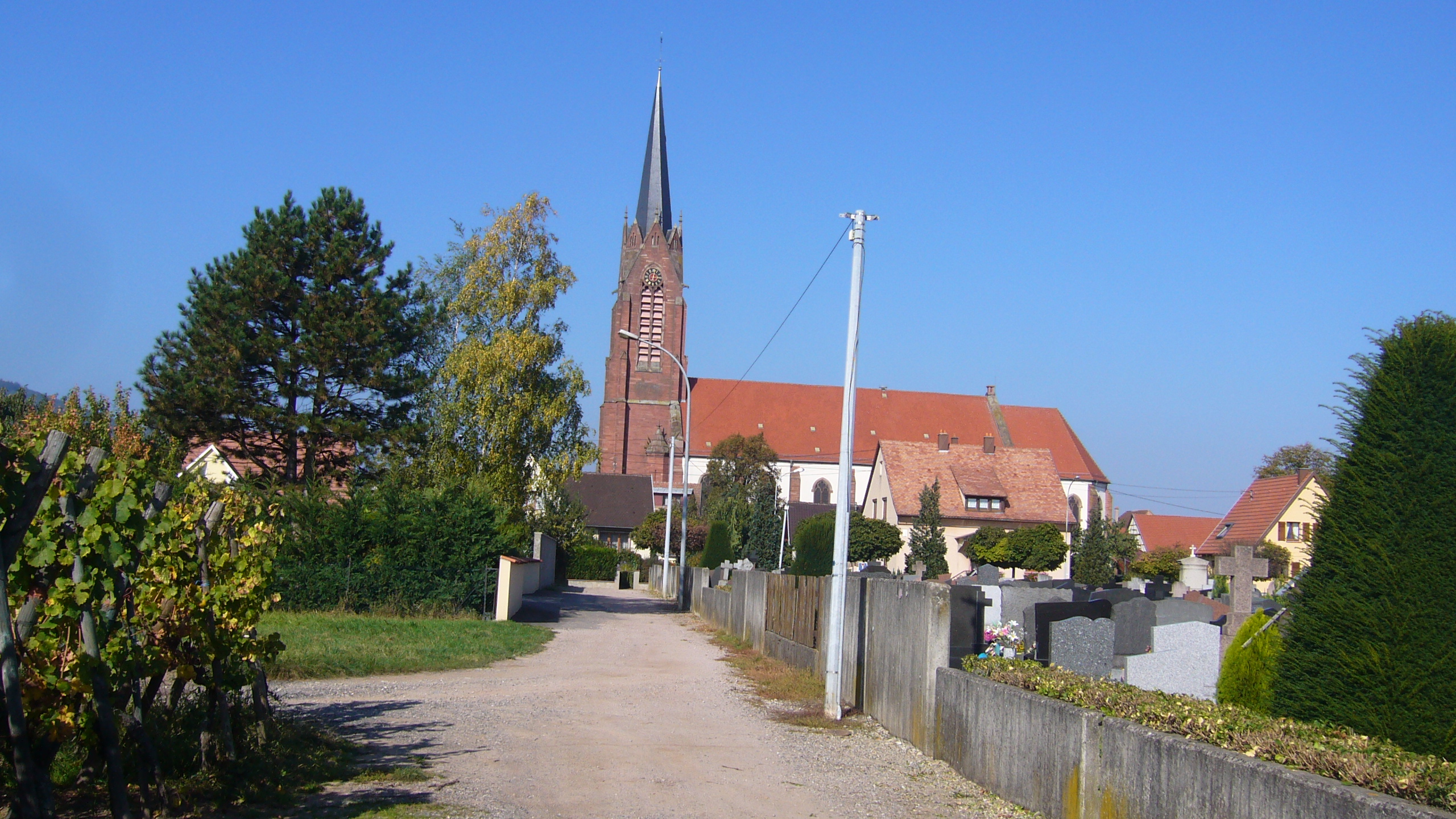
L'église Saint-Pierre-et-Saint-Paul (1899).
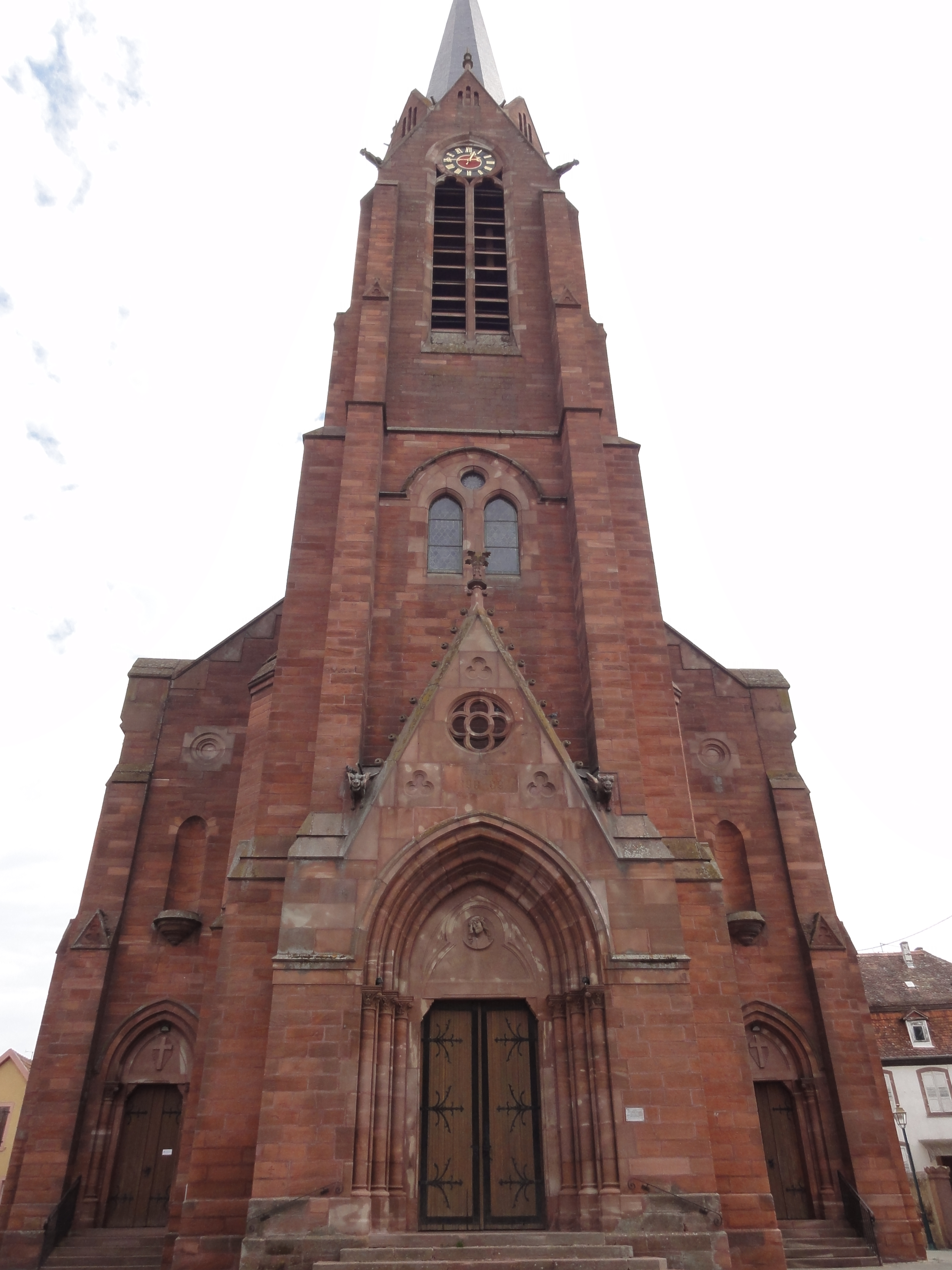
Église Saint-Pierre-et-Saint-Paul.
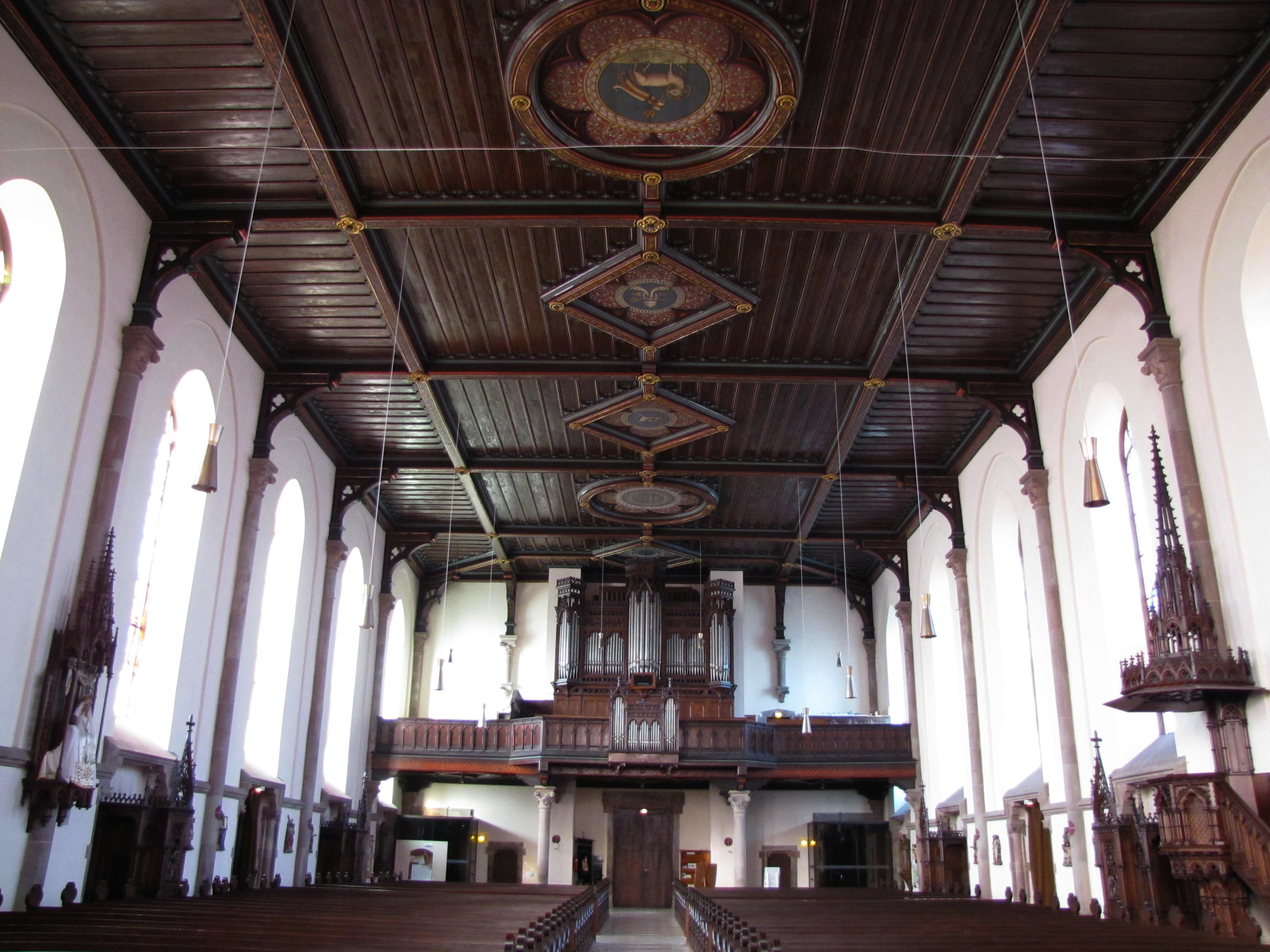
Intérieur de l'église Saint-Pierre-et-Saint-Paul.
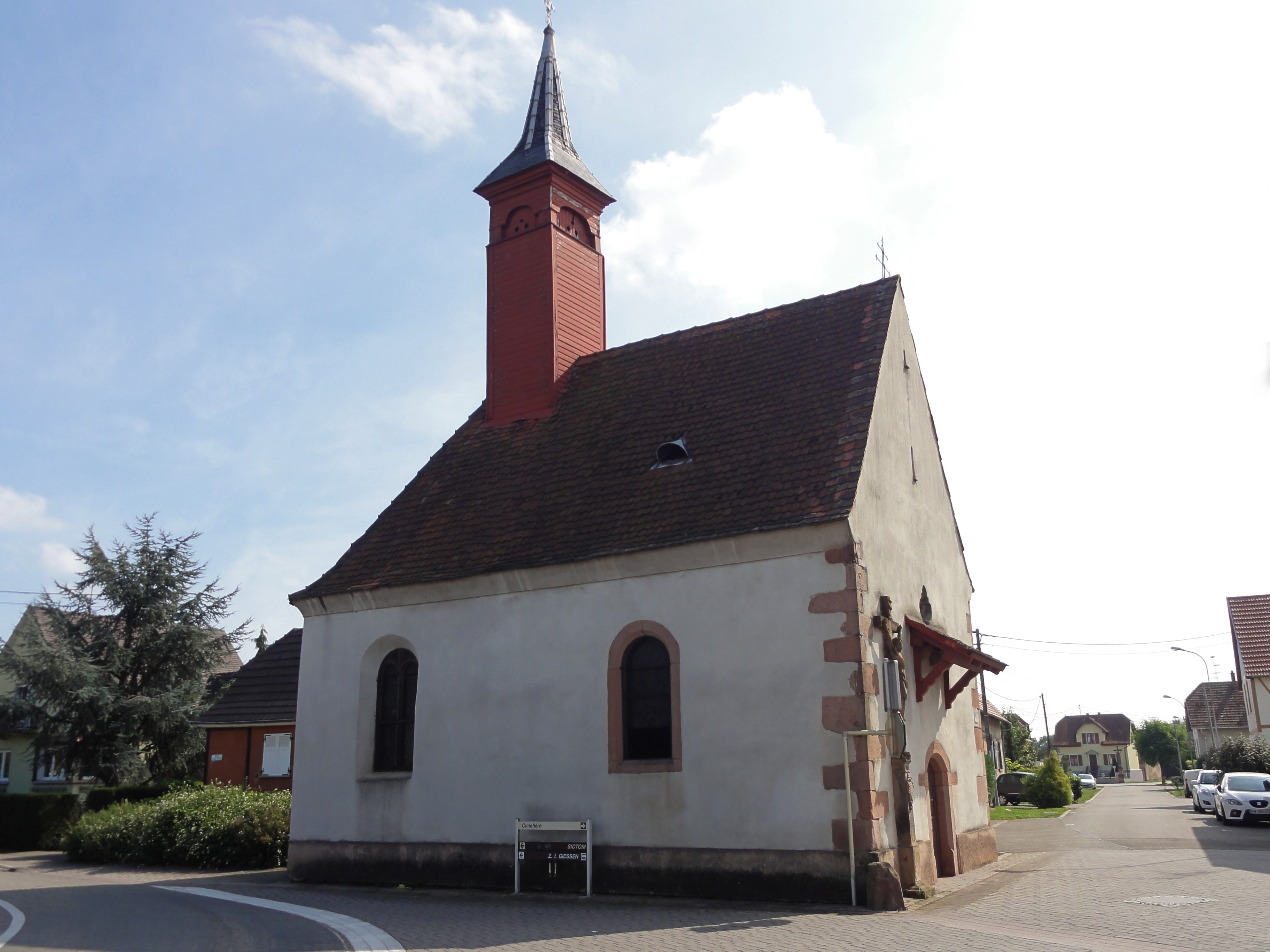
Chapelle Saint-Wolfgang.
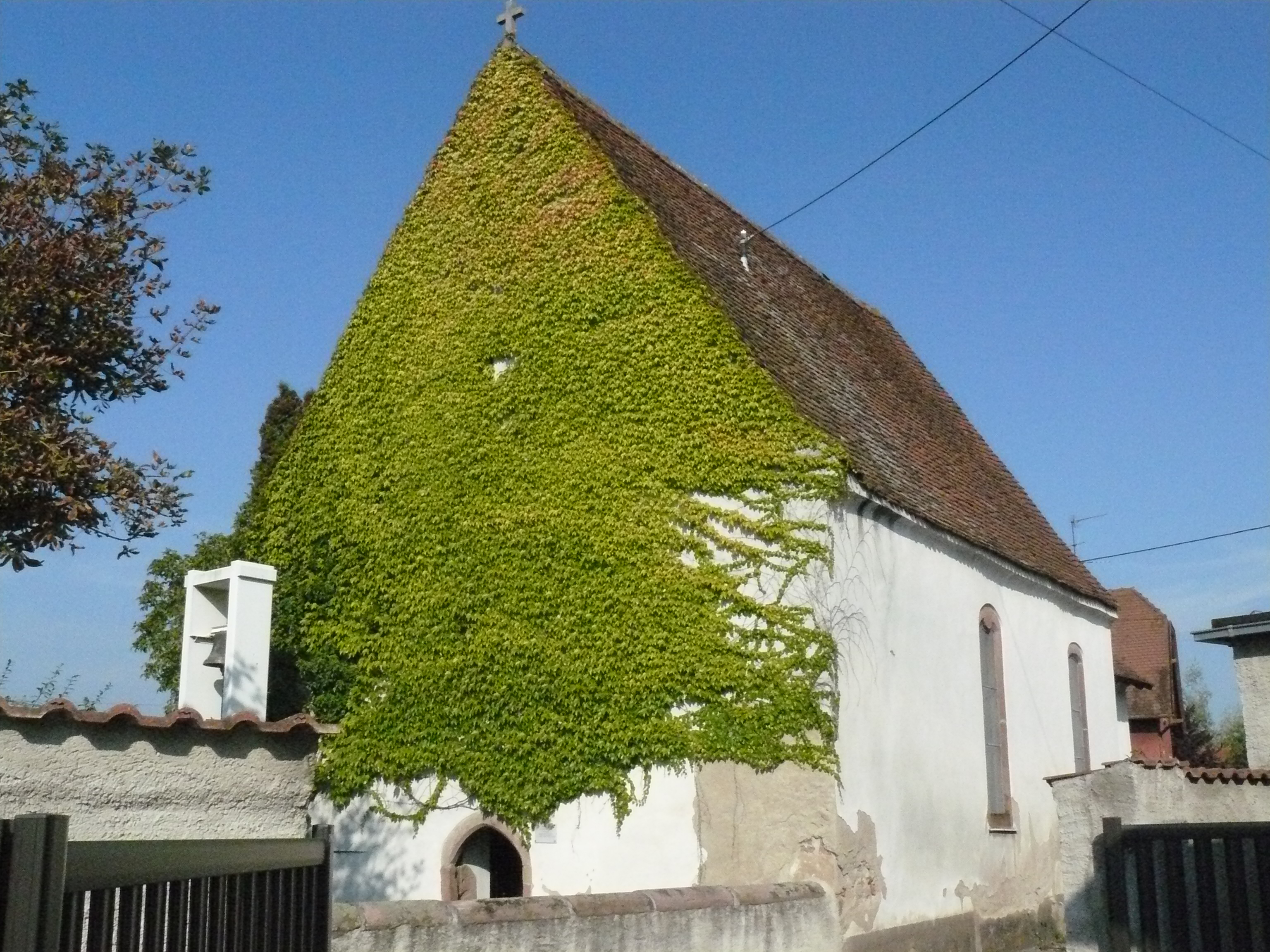
Chapelle Sainte-Odile.
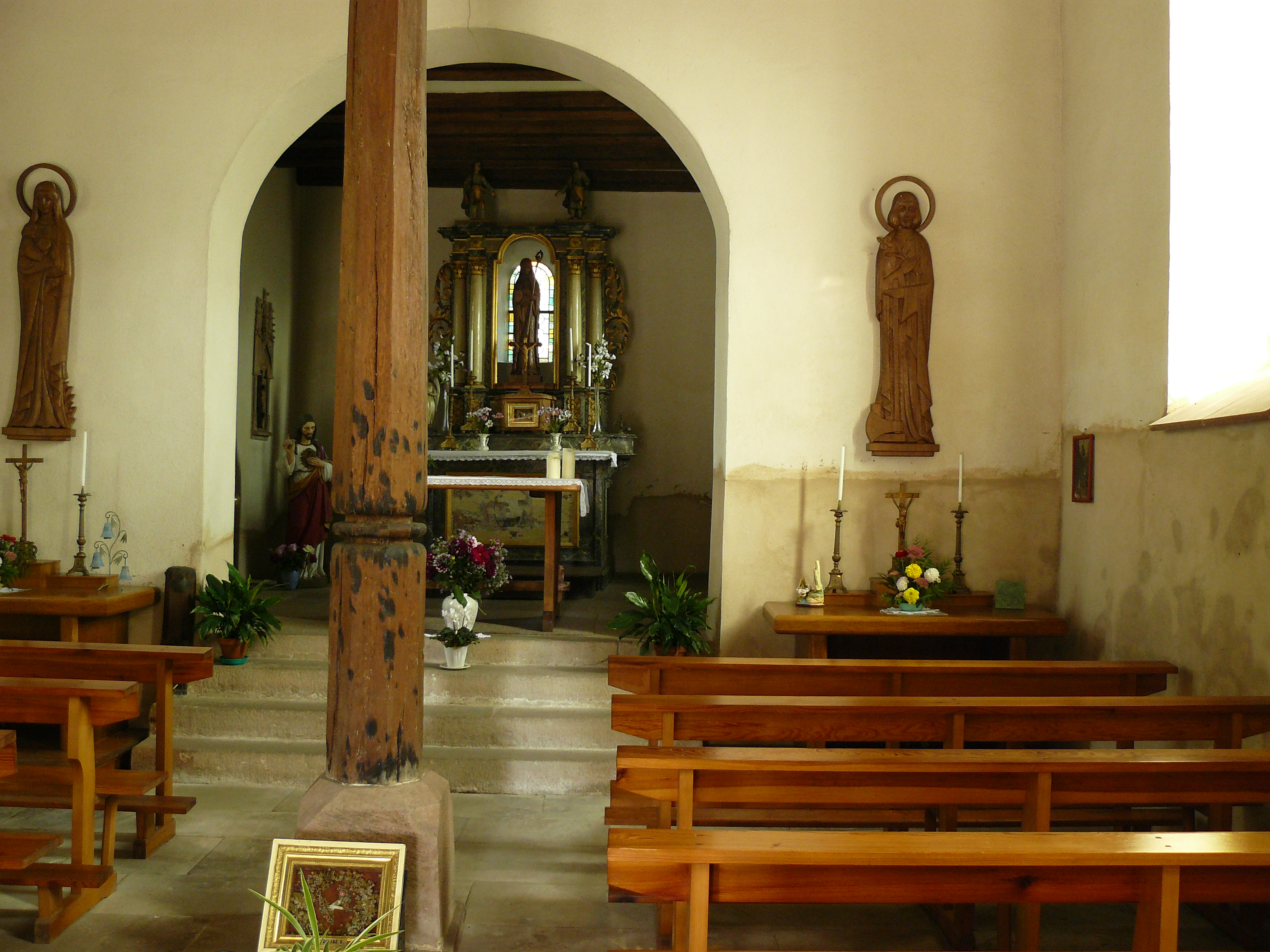
Intérieur de la chapelle Sainte-Odile.
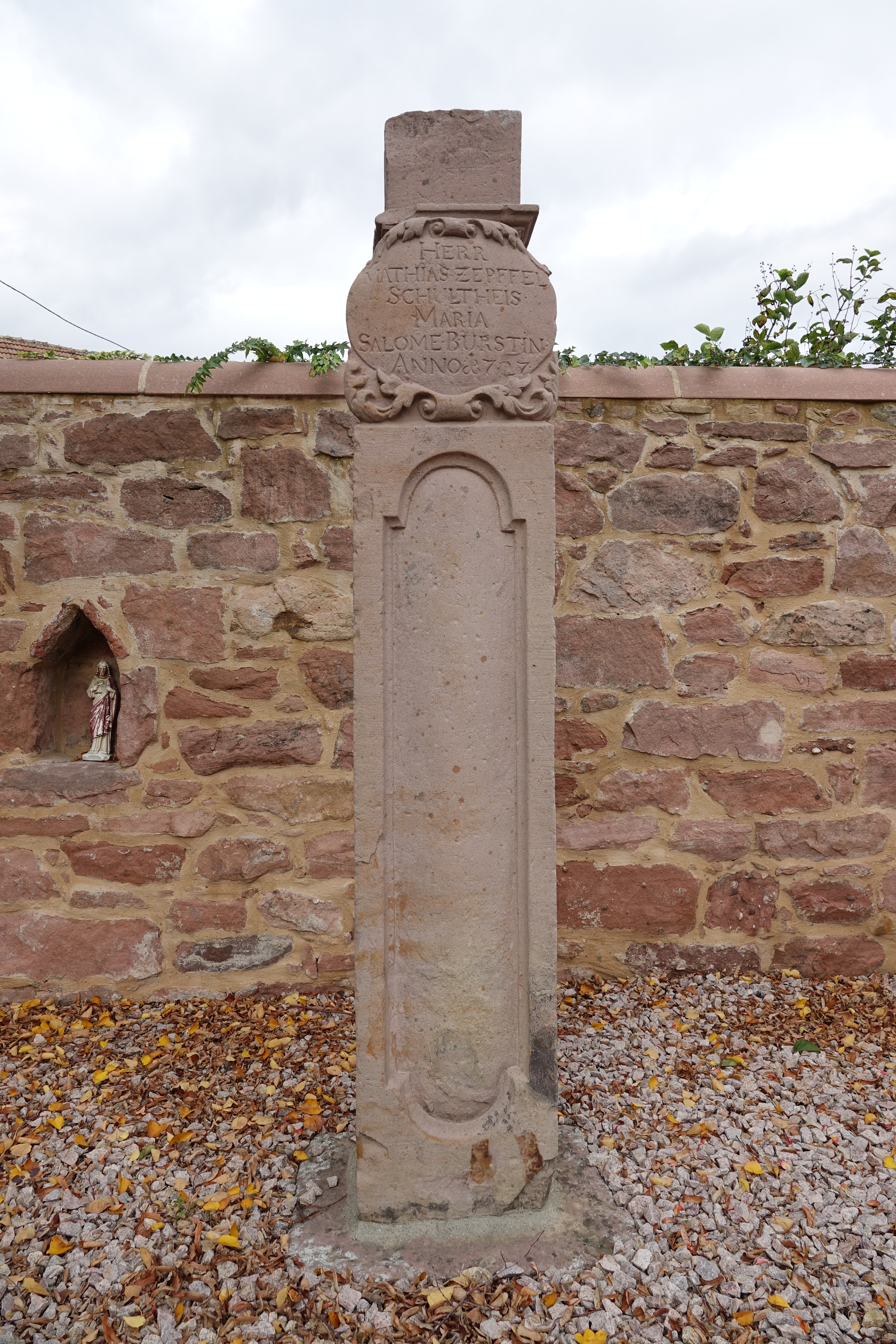
Colonne dans l'enceinte de la chapelle du Sainte-Odile.
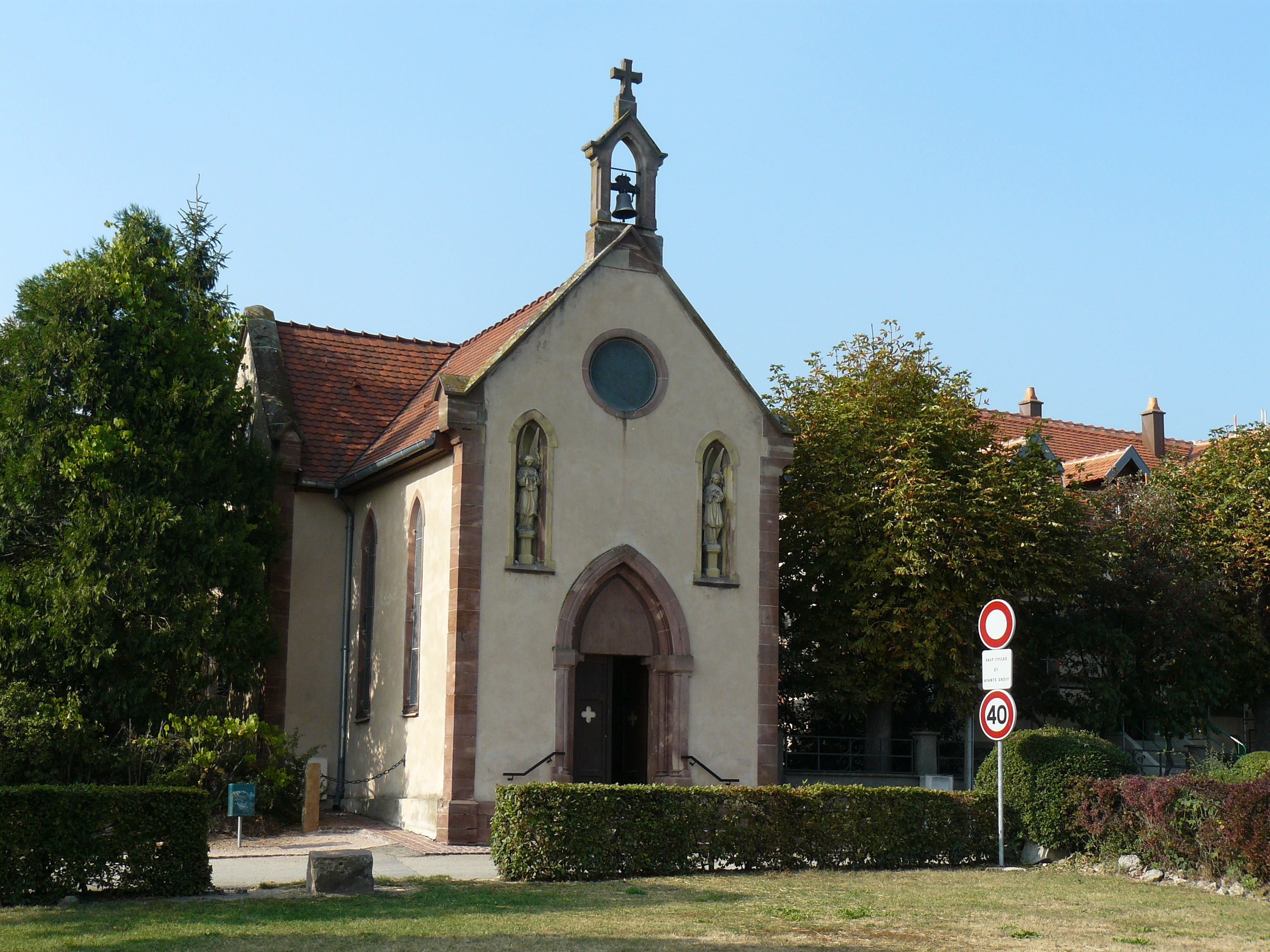
Chapelle du Taennelkreuz.
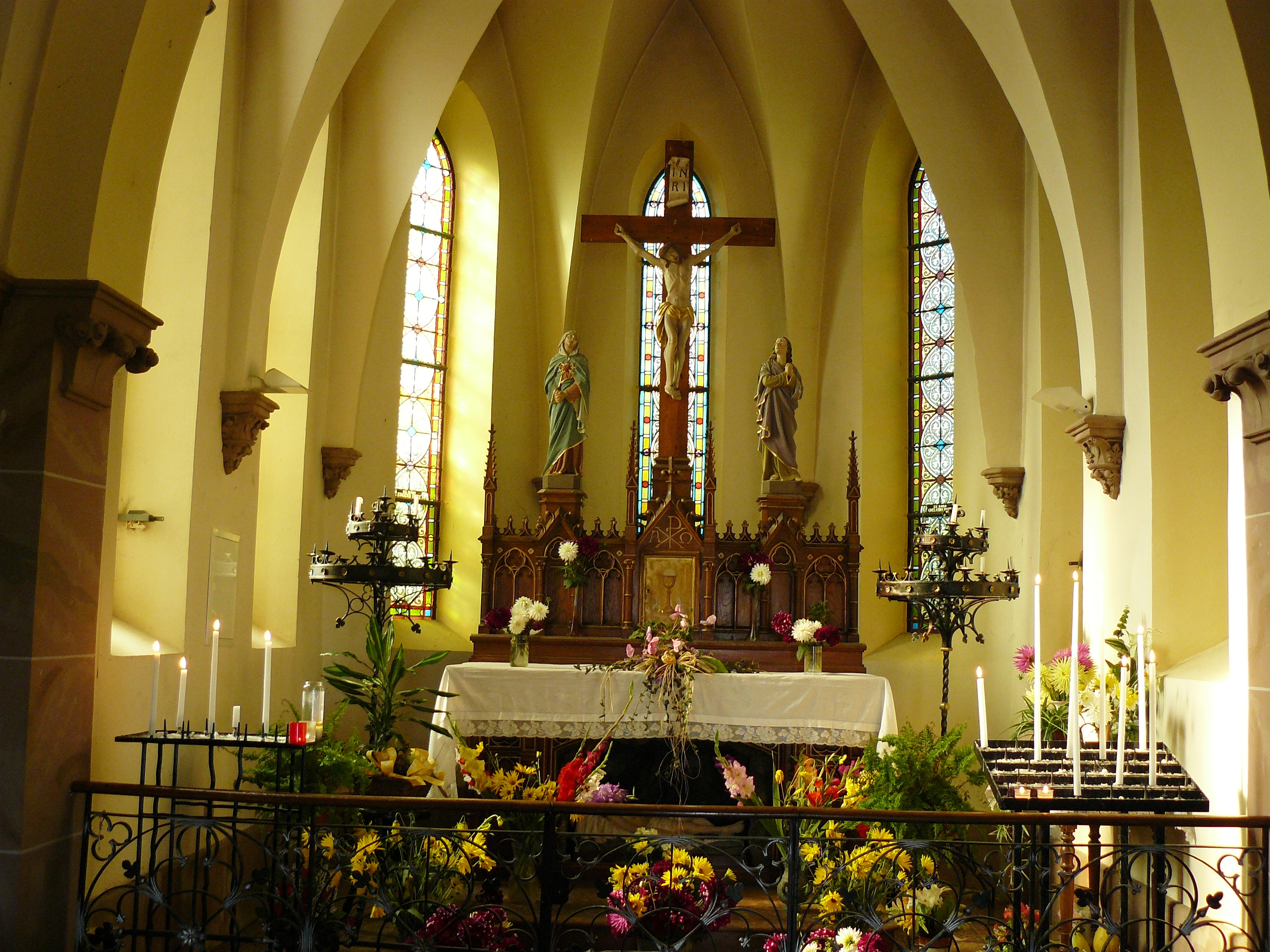
Intérieur de la chapelle du Taennelkreuz.

#### Pont de la route du sel
Ce pont se trouve sur la route nommée "Chaussée des Saulniers" qui passait par Scherwiller et qui est empruntée dès le XVIIIe siècle pour transporter le sel. La piste transfrontalière de Villé à Elzach emprunte un tracé beaucoup plus ancien entre Scherwiller et Thanvillé : il s’agit de l’ancienne route du Sel, permettant d’acheminer cette denrée essentielle des salines de Lorraine de l’autre côté du Rhin, par le gué de Schœnau. Pendant la première moitié du XVIIIe siècle, cette route fait l’objet de travaux importants. Elle est élargie et rectifiée, et des ponts-aqueducs enjambant les différents ruisseaux sont construits. Quatre d’entre eux, parfaitement appareillés, sont encore intacts,,,,,,,.

#### Borne milliaire

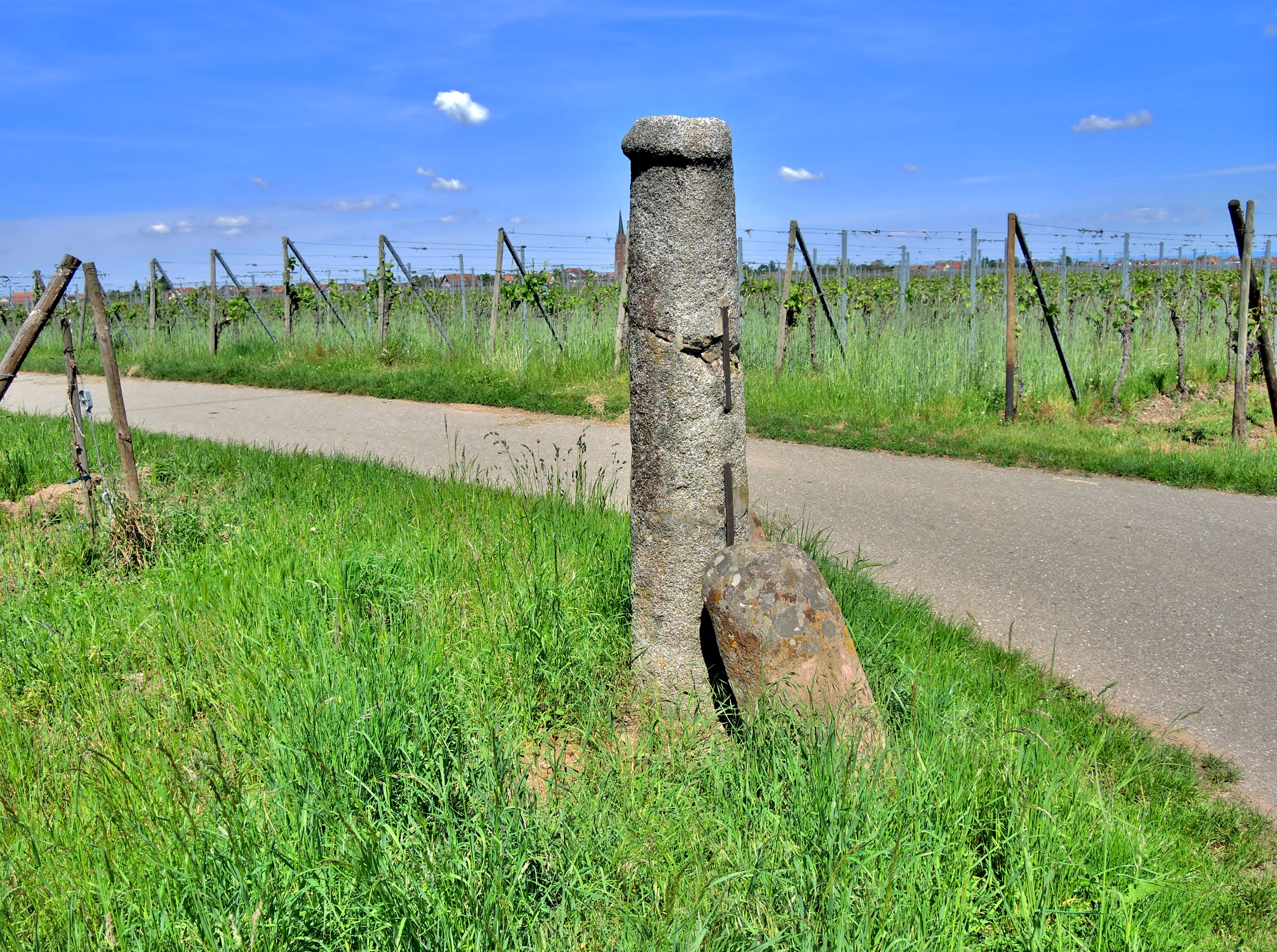
Borne milliaire romaine, la plus proche de la rivière, le Giessen.

En longeant les anciennes voies romaines, on peut apercevoir des bornes qui sont réparties tous les milles romains, c'est-à-dire tous les 1 481,50 mètres ou toutes les lieues romaines (2 222 mètres). Certaines bornes portent des inscriptions, d'autres sont anépigraphes. Il n'existe plus que six bornes milliaires qui sont de forme cylindrique. Les bornes de Scherwiller sont connues sous le nom de Steinerne Saule, c'est-à-dire la colonne de pierre.

### Châteaux
Château de l'Ortenbourg

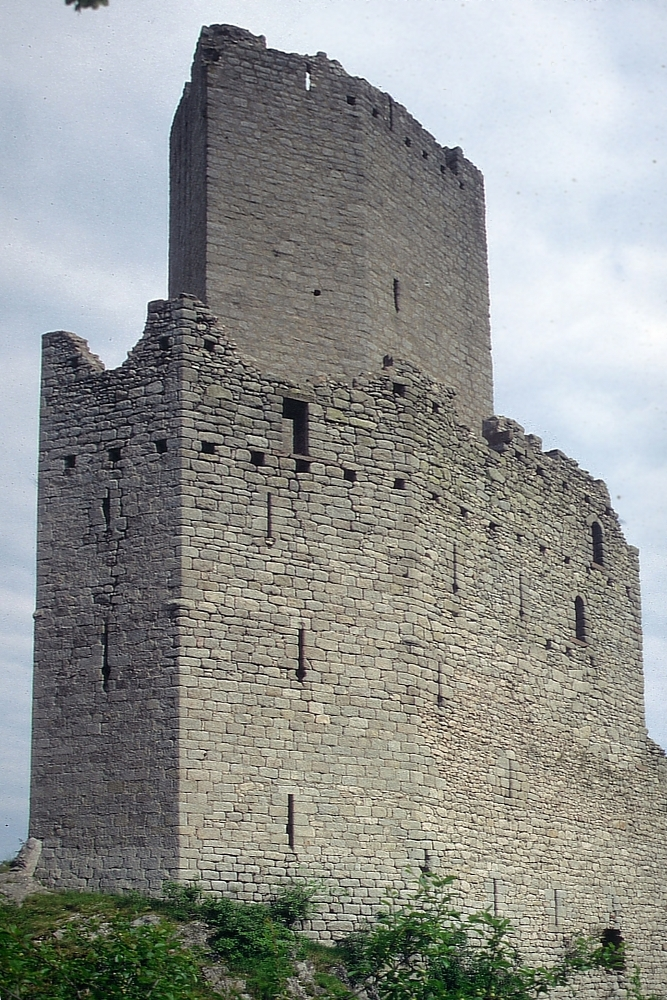
Château de l'Ortenbourg.

Cet imposant château, également appelé Ortenberg, se situe à 443 mètres d'altitude et domine de son allure majestueuse l'entrée du Val de Villé. Il fut certainement édifié vers 1258 par les seigneurs de Hohenberg pour le compte de leur beau-frère Rodolphe de Habsbourg. En 1291, la garde de l'Ortenbourg est confiée à l'évêque de Strasbourg Conrad de Lichtenberg. Cible du conflit qui opposait les Habsbourg à Adolphe de Nassau, empereur du Saint-Empire, le bailli impérial Othon d'Ochsenstein met le siège au château en 1293. Le siège traîne en longueur et les pertes chez les assaillants sont nombreuses car le castel est bien défendu par une puissante garnison épiscopale. De cette époque date la construction du Ramstein, château de siège destiné à en découdre avec son voisin, ce qui fut chose faite la même année. L'Ortenbourg reviendra cependant aux Habsbourg en 1298. Mais, étant financièrement sur le déclin, ils se résignèrent à le vendre à Henri de Mullenheim en 1314. Le castel restera dans le giron de ces derniers pendant les deux cents ans à venir.
Vers le milieu du XVe siècle, le château est devenu un repaire de brigands et malgré le siège mené par l'évêque de Strasbourg en 1461 les exactions ne cessent aucunement. Finalement, c'est Pierre de Hagenbach, bailli du duc de Bourgogne Charles le Téméraire, qui viendra y mettre bon ordre en s'emparant du château en 1470 pour une courte durée cependant. Fort de l'appui des troupes de la ville et de l'évêque de Strasbourg, Philippe de Mullenheim récupère ses droits en 1471. En 1525, les paysans révoltés lors de la guerre des Rustauds seront massacrés sans pitié au pied du château. L'Ortenbourg changera encore de main en 1551 pour échoir à Nicolas de Bollwiller. Les troupes suédoises prennent sans effort la place en 1632 mais seront surpris lors d'une attaque menée par des paysans fidèles au pouvoir impérial et le château sera démantelé en 1633. La ruine sera successivement attribuée aux Fugger d'Augsbourg, aux nobles de Zurlauben (1681), à la famille Choiseul-Meuse (1710) et au barons de Faviers (1812). Il est devenu propriété communale depuis 1920.
D'un plan polygonal, l'Ortenbourg a été construit sur une arête rocheuse d'une longueur de 130 mètres. Du côté de l'attaque, un fossé artificiel a été creusé afin d'en améliorer sa protection. L'imposant donjon pentagonal s'élève à une hauteur de 32 mètres mais pour seulement 4 mètres de largeur intérieure. En arrivant au château, on remarquera également du côté du donjon l'imposant mur bouclier d'une hauteur de 17 mètres. À l'intérieur du château, il ne subsiste que de rares vestiges des écuries et des communs ainsi que les fenêtres en arc brisé du logis seigneurial. Cependant, sa taille imposante et son architecture militaire du XIIIe siècle en font une des ruines les plus intéressantes à visiter en Alsace.
Château de Ramstein

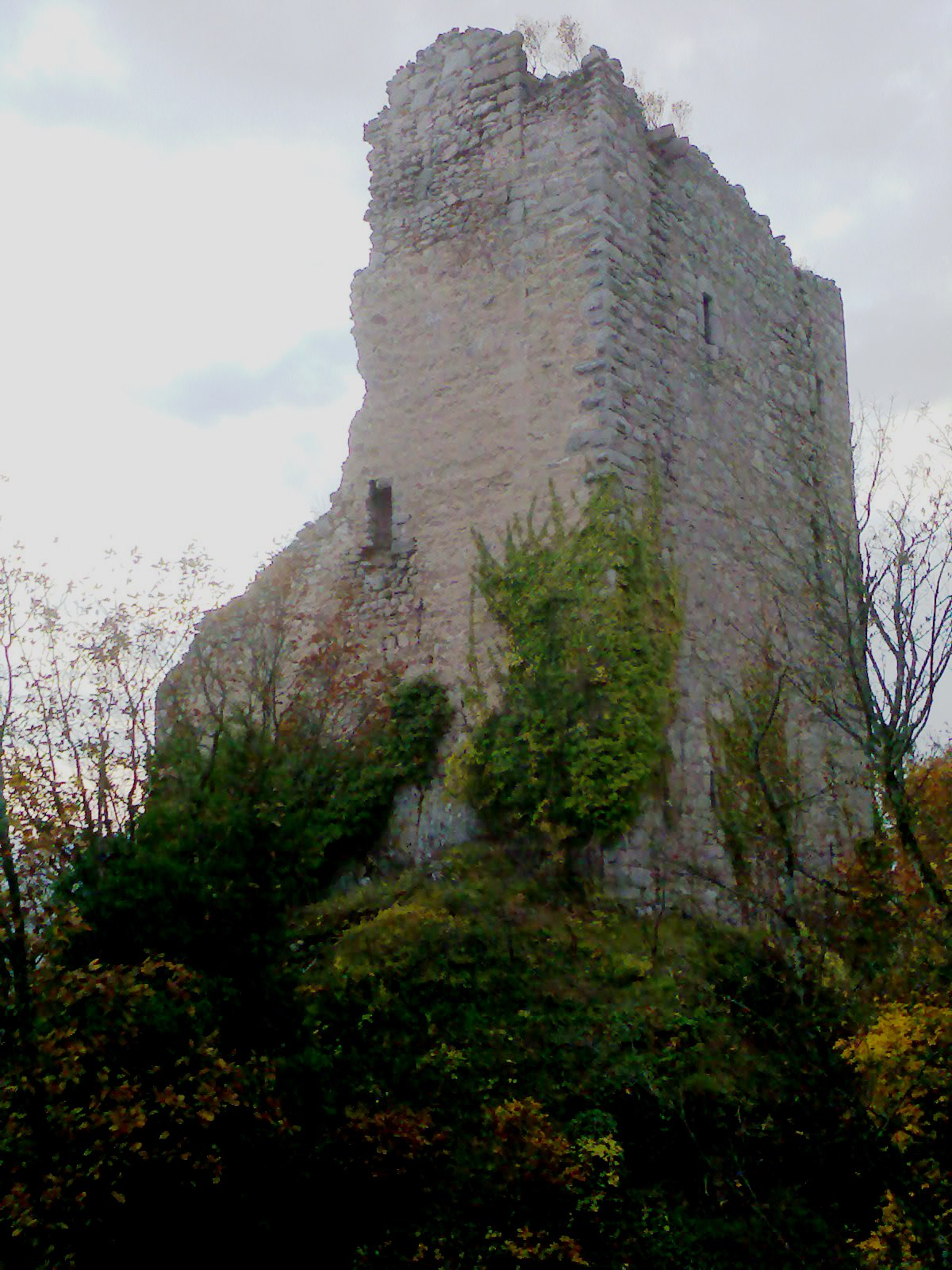
Château de Ramstein.

Construit vers 1293 pour servir de base arrière quand Adolphe de Nassau attaqua le château de l'Ortenbourg, il est d'une taille bien moindre que son voisin. Même si ses ruines sont moins bien conservées, les deux châteaux ont été simultanément classés monuments historiques en 1924.
Construit par Otton d'Ochsenstein dans son assaut contre l'Ortenbourg, alors propriété des Habsbourg, il n'est à l'origine qu'une simple tour. Devenu vrai château par la suite, il subit les mêmes destructions que l'Ortenbourg quand les Suédois ravagent la région en 1633. Il n'en reste que la muraille extérieure et deux tourelles.
Son état de délabrement ne permet pas la visite, mais la ruine est visible des murs du château de l'Ortenbourg.

#### Communauté Emmaüs
- La communauté Emmaüs de Scherwiller implantée depuis 1983. La place de la Gare du village a été rebaptisée place de l'Abbé-Pierre en son hommage en mars 2007.

#### Alumnat Sainte-Odile

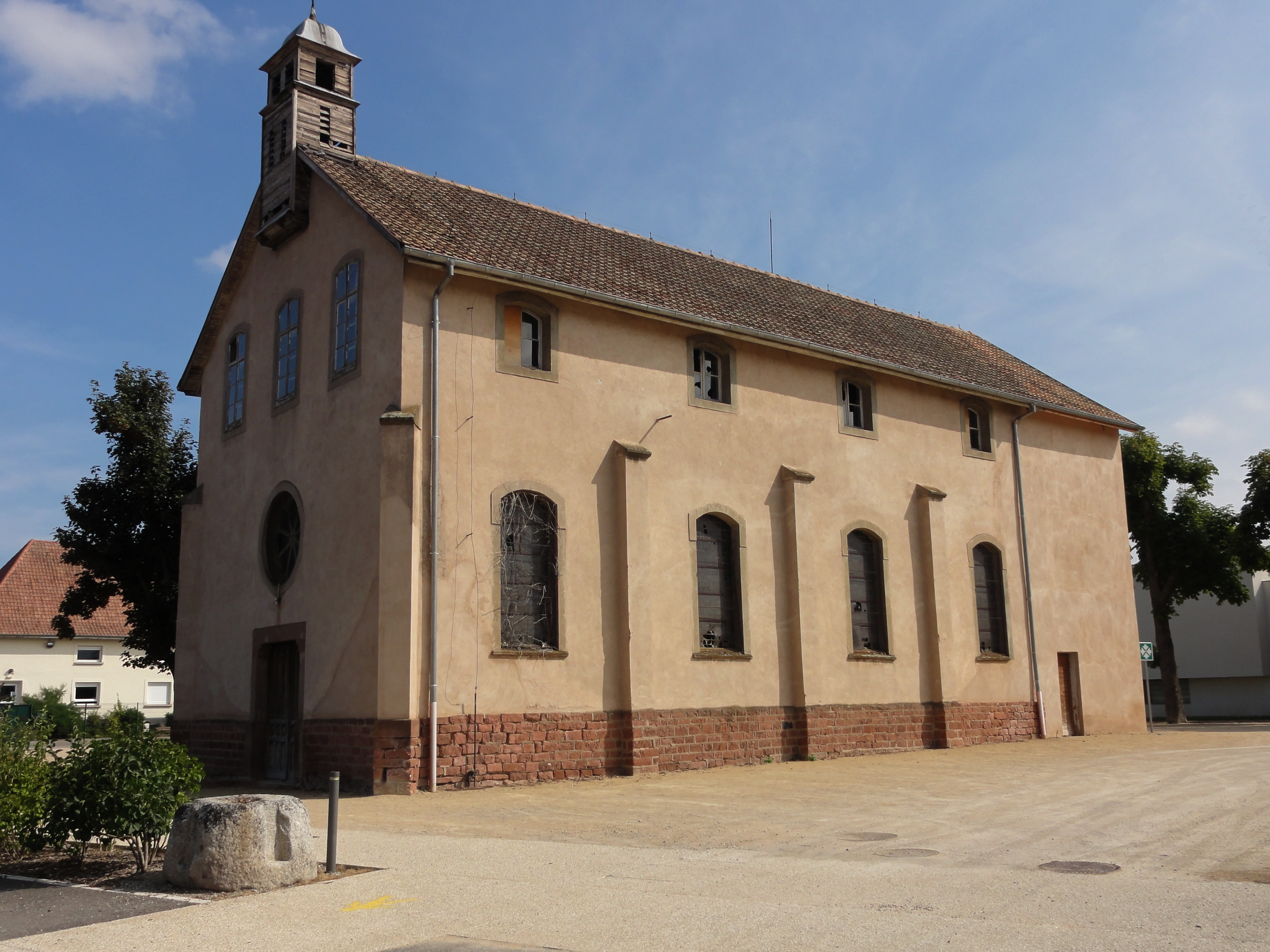
Chapelle de l'Alumnat Sainte-Odile (XXe siècle).

Établissement d'enseignement par les pères assomptionnistes.
Le 16 mars 1920, les 364 ares ont été reçus en donation par le Révérend Père Césaire Kayser de la part des époux Meyer pour les religieux assomptionnistes ; ils veulent créer une 30e maison pour la formation de prêtres et religieux et c’est le 16 septembre 1920 que les 18 premiers élèves alsaciens sont accueillis. La chapelle Sainte-Odile est construite en 1923 et bénie par Mgr Ruch. Entre 1923 et 1927, un nouveau bâtiment a été construit vers l'est du domaine et entre 1932 et 1934, un autre bâtiment vit le jour du côté Ouest.
Pendant la Seconde Guerre mondiale la maison fut fermée, elle fut occupée successivement par les vieillards de l’hôpital de Sélestat, puis après la défaite de 1940, par un bataillon du génie allemand, une école de jeunes géomètres, puis à la Libération, les troupes alliées y ont campé. Les blessés de la poche de Colmar furent soignés dans l’hôpital de campagne installé dans certaines salles.
Le 23 septembre 1945, l’alumnat rouvrait ses portes à 27 élèves. Le village participait à l'existence de l'établissement scolaire par la présence de nombreux habitants lors des fêtes de fins d’année ou aux offices religieux. 700 élèves et 23 prêtres sont passés par ces lieux avant de continuer leurs études supérieures ailleurs. L'établissement a fermé ses portes en juin 1978 par manque de jeunes souhaitant devenir prêtres.
En 1983, une communauté Emmaüs s’installe à l’Aaumnat ; c’est aussi l’année où l’abbé Pierre visite ces lieux et porte ses encouragements à la toute jeune communauté. Celle-ci y résidera durant une dizaine d’années avant de s’installer dans les locaux de l’ancienne usine Kientz.
En 1998, la commune de Scherwiller achète le domaine ; la nouvelle école maternelle est aménagée dans une annexe réhabilitée et depuis novembre 2000, l’accueil de toutes les classes se fait à l’alumnat.
Au cours des mois de juillet-août 2008, les bâtiments composant l’alumnat Sainte-Odile ont été démolis. Procédant par étapes successives, toits, charpentes, murs intérieurs et plafonds ont été démontés durant de longues journées. C’est à l’aide d’une grue spéciale armée d'une pince que les murs extérieurs sont tombés petit à petit. Le tri de chaque matériau a été réalisé au fur et à mesure de l’avancée des travaux. La chapelle a été conservée et en partie rénovée et reste ainsi le dernier témoin de l’alumnat Sainte-Odile à Scherwiller.
Le terrain accueille la maison de retraite équipée de 46 lits dont une unité spéciale de 12 lits pour les personnes atteintes de la maladie d’Alzheimer. L'EHPAD a ouvert ses portes aux premiers résidents à compter du mois de mai 2011.

#### Maisons et fermes
- Patrimoine rural recensé par le service régional de l'Inventaire général du patrimoine culturel[93],[94].

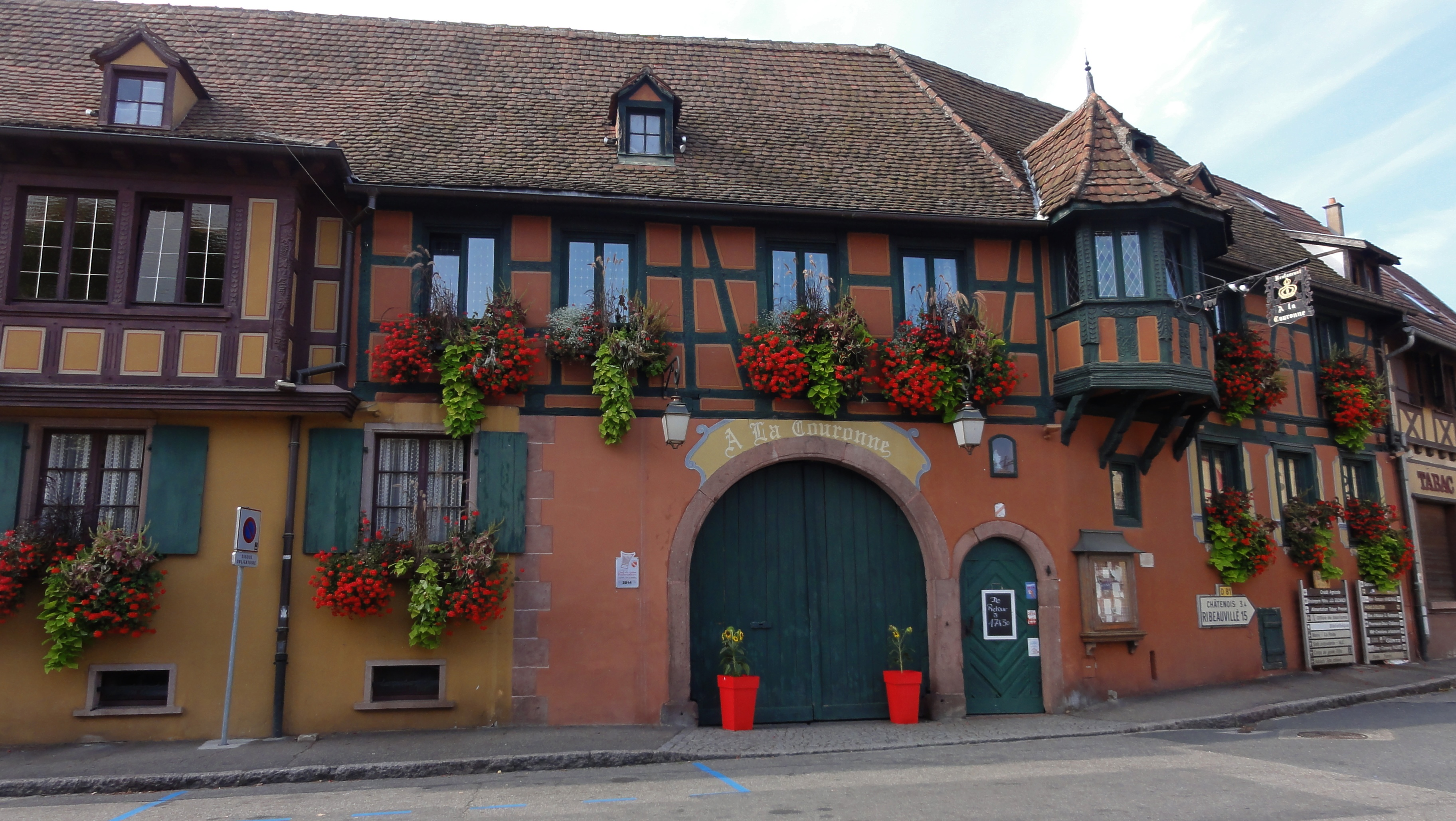
Ancienne ferme de tonnelier, actuellement restaurant (XVIIIe), 2 rue de la Mairie.
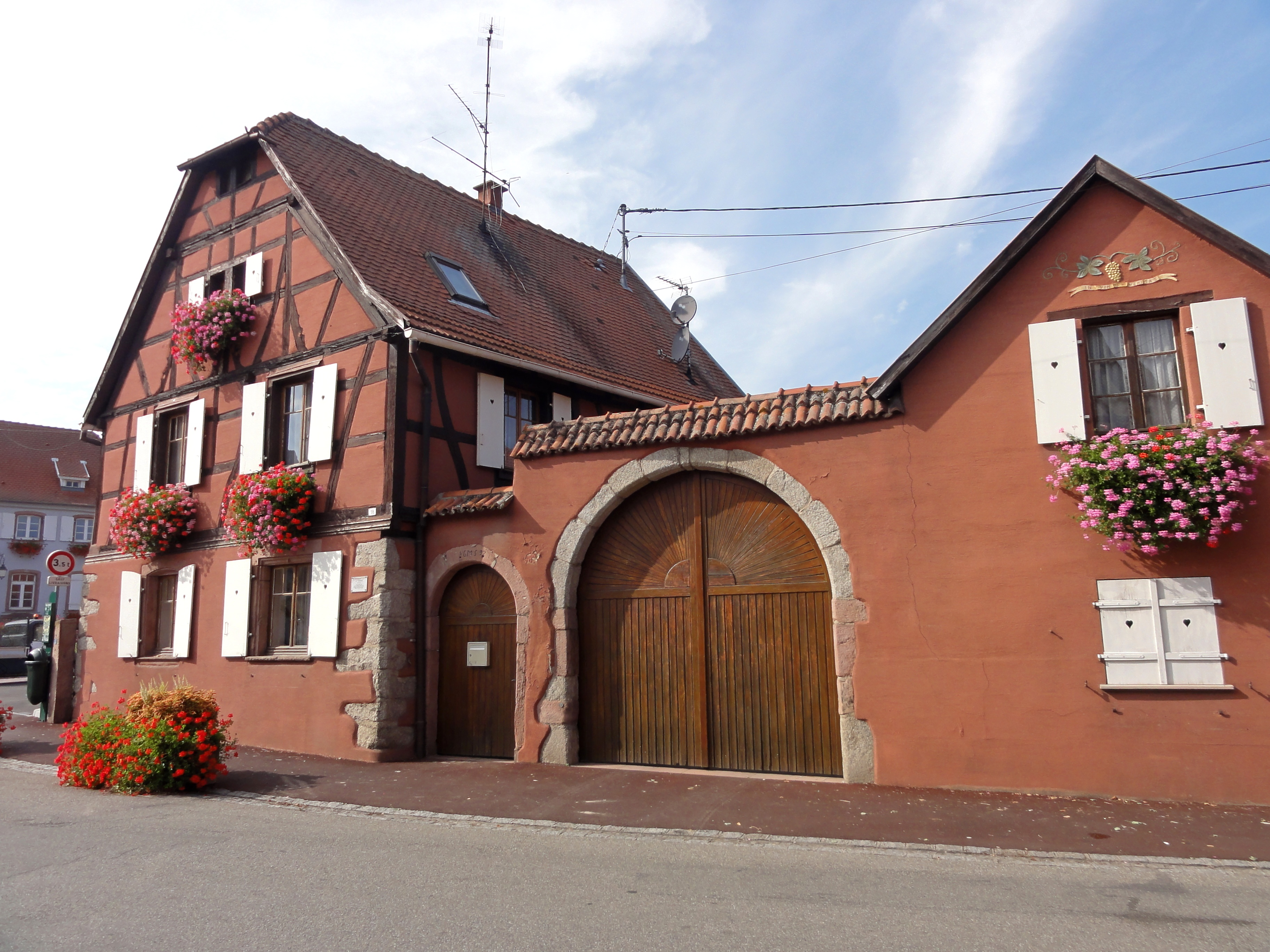
Ferme de vigneron (XVIe), 18 rue de la Mairie.
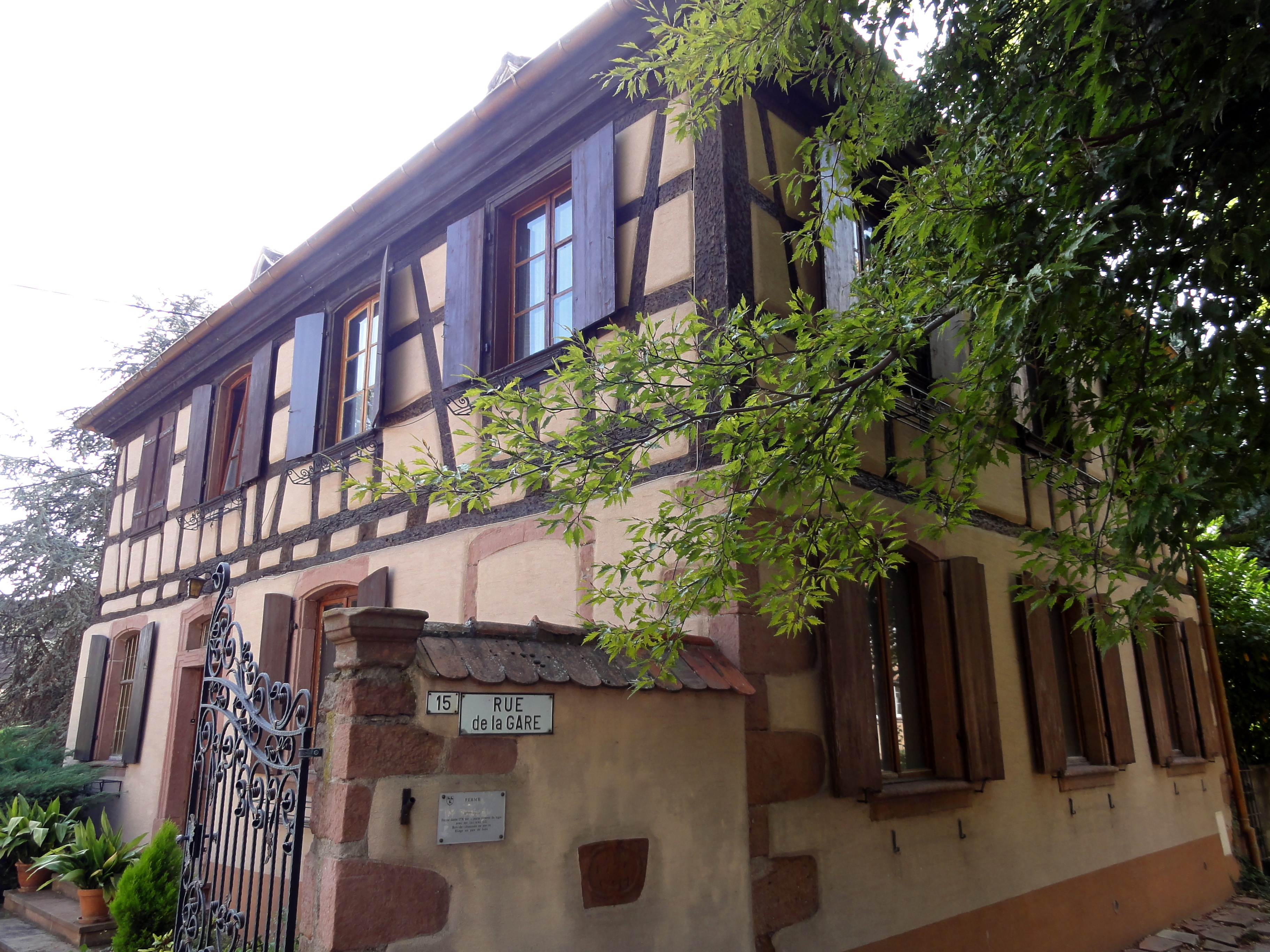
Ancienne ferme (XVIIIe), 15 rue de la Gare.
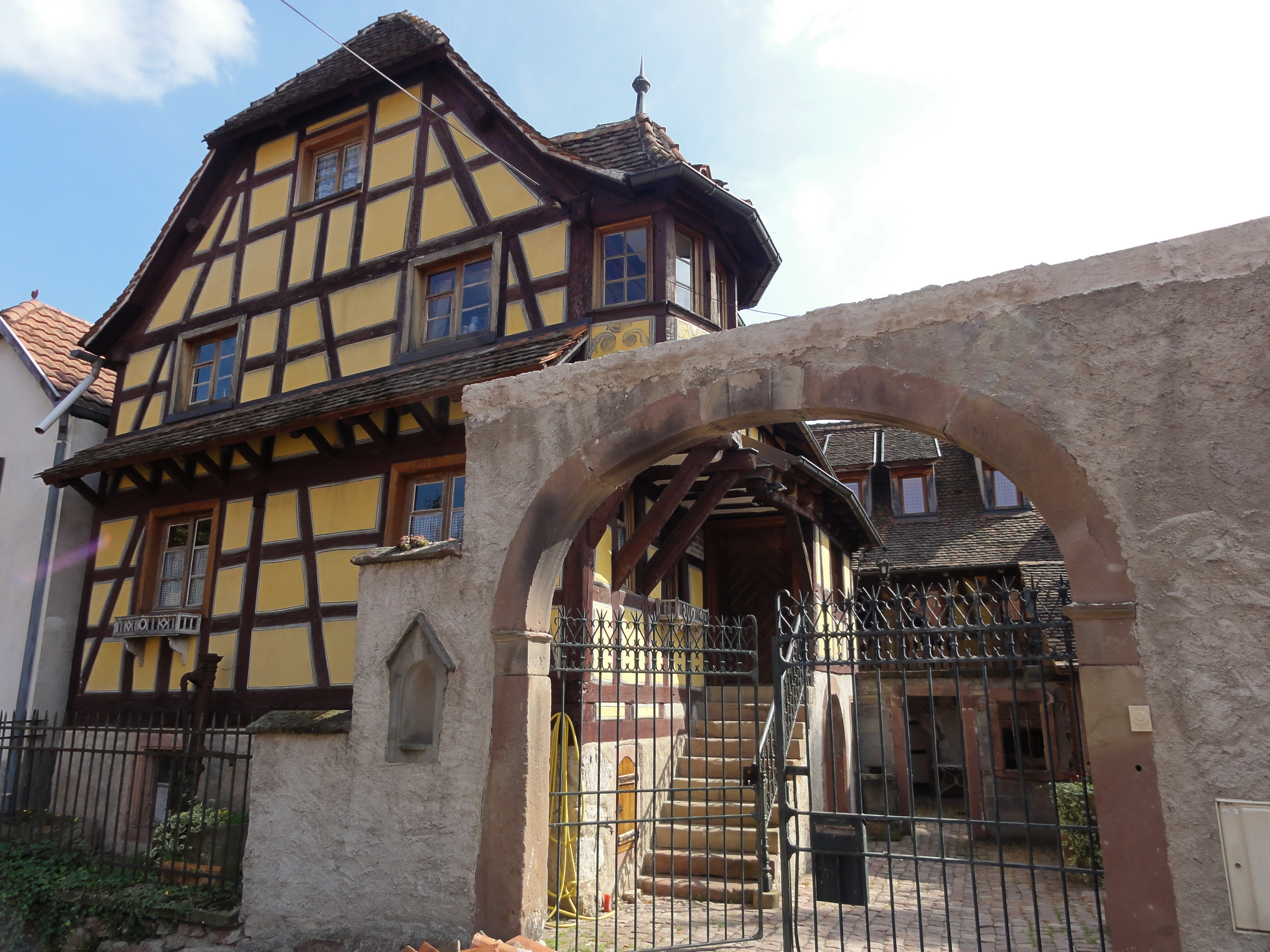
Maison à colombages, 19 rue de la Gare.

#### Autres monuments

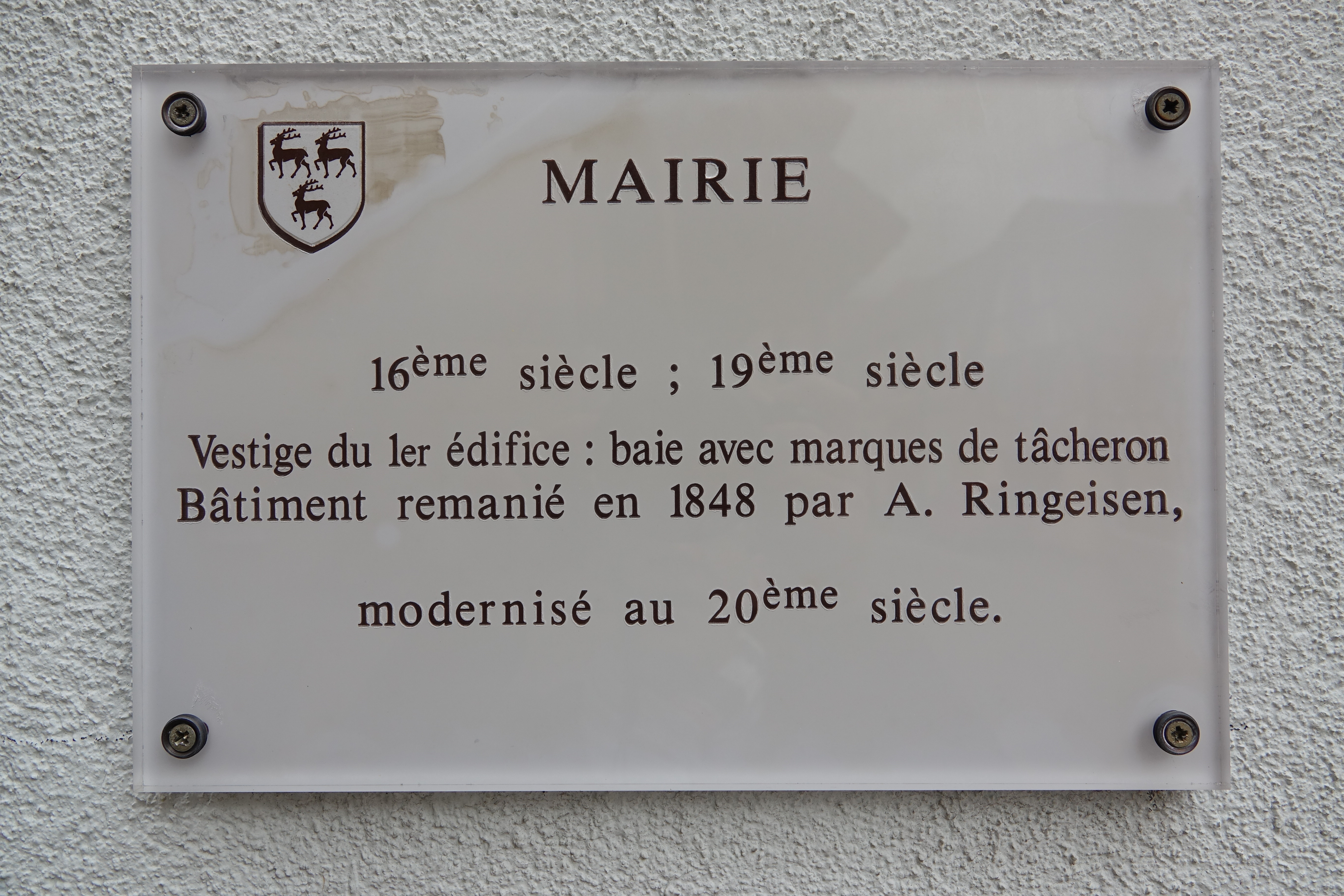
Plaque apposée sur l'hôtel de ville.
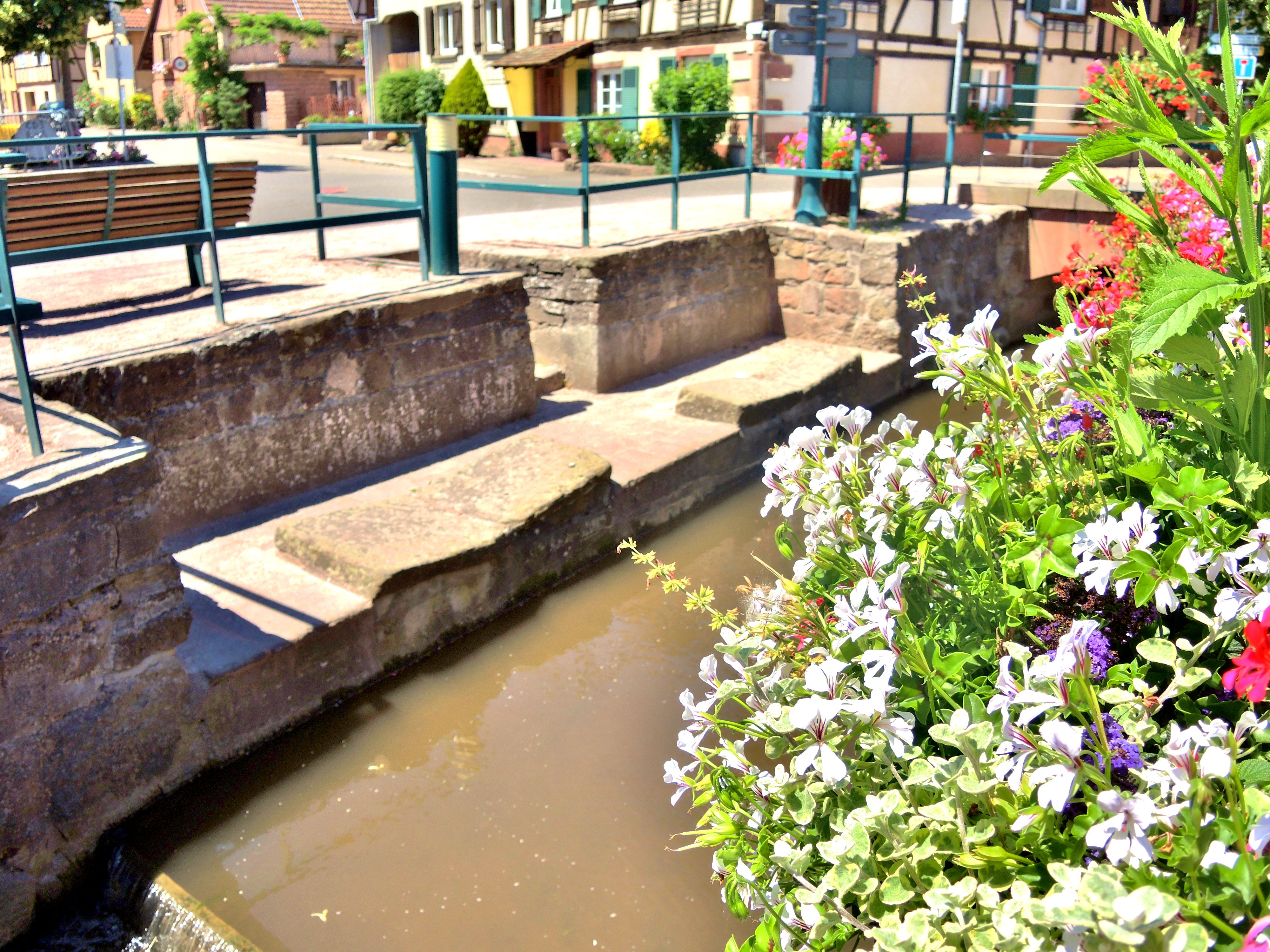
Anciens lavoirs le long de l'Aubach.
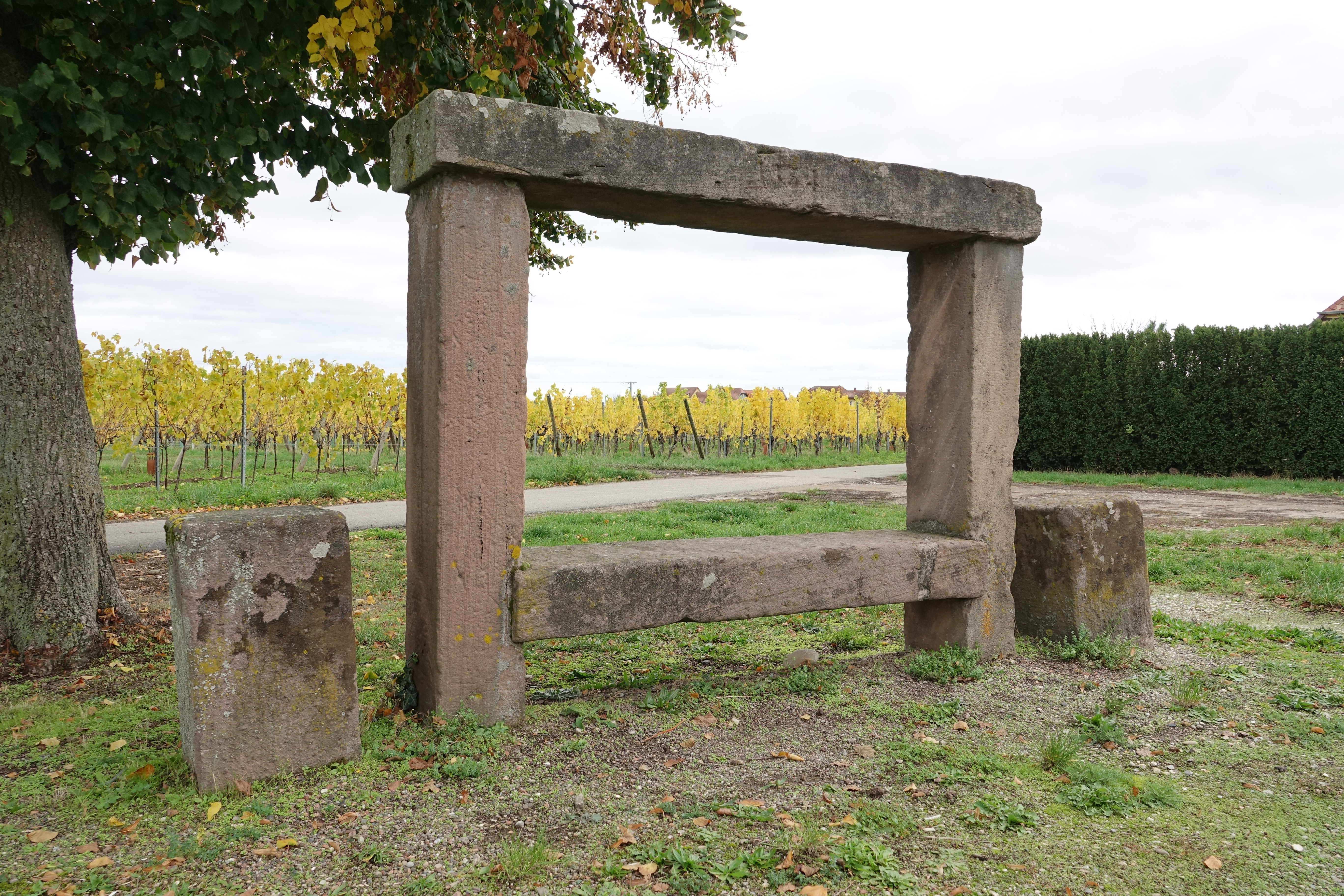
Le banc-reposoir sur la RD 35.
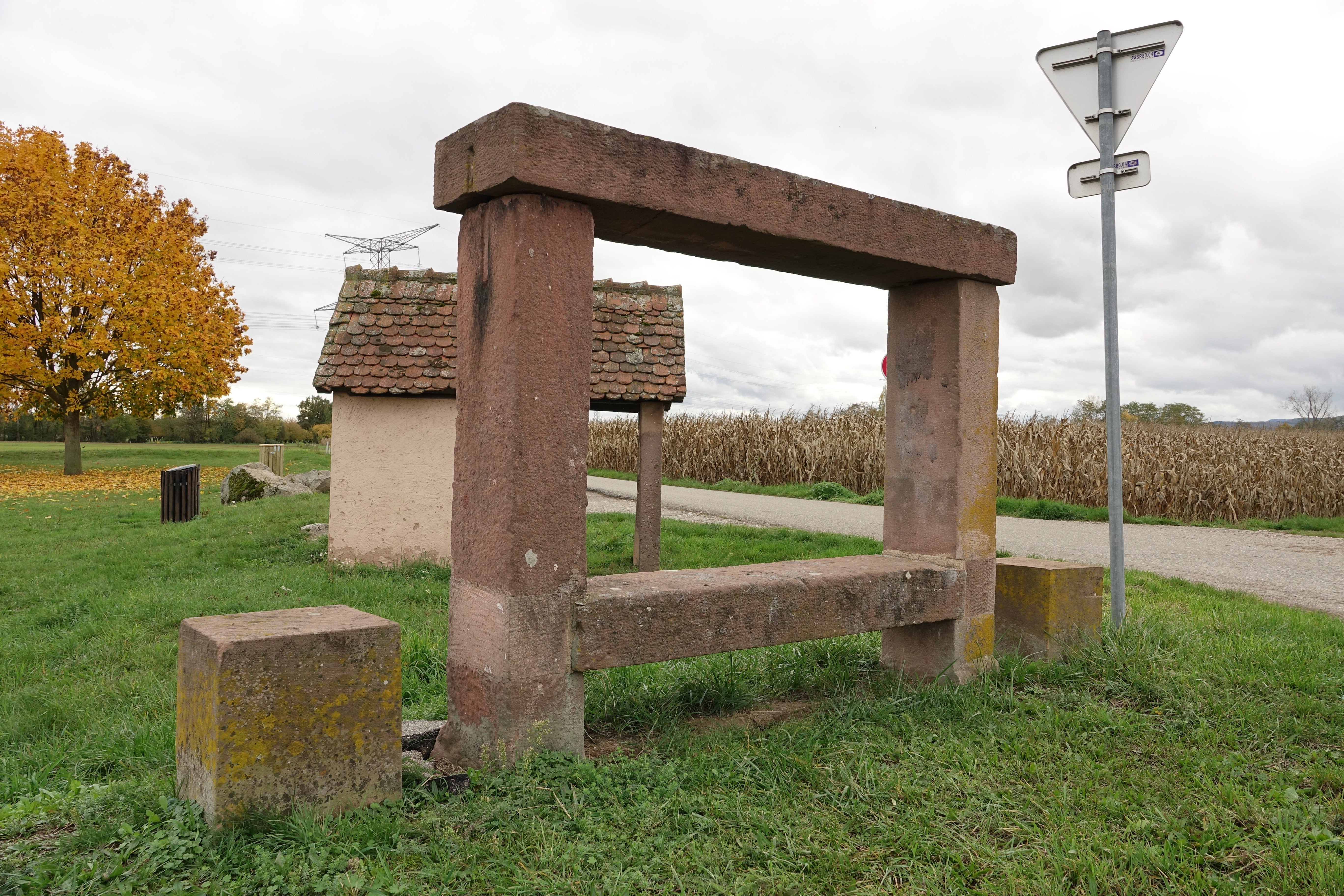
Le banc-reposoir sur la RD 81.

### Personnalités liées à la commune
- Robert Hemmerdinger (1918-2004), homme politique d'extrême droite.

### Héraldique
| Blason de Scherwiller | Blason  | D'argent aux trois cerfs de sable. |
| Blason de Scherwiller | Détails |                                    |